# Joan Miró

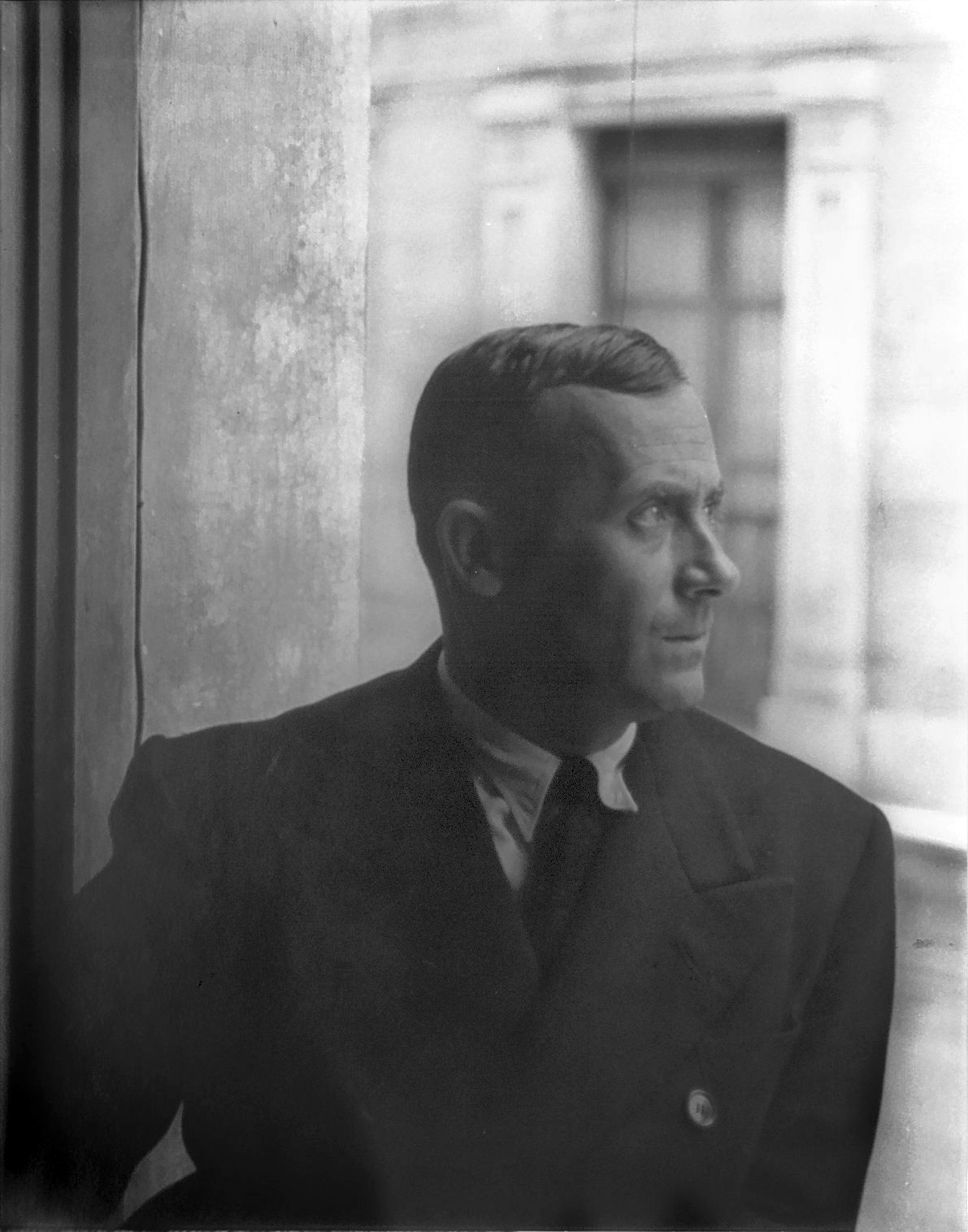
Joan Miró, Barcelona, 1935. Fotoporträt von Carl Van Vechten

Joan Miró i Ferrà [ʒuˈan miˈɾo i fəˈra] (* 20. April 1893 in Barcelona, Katalonien, Spanien; † 25. Dezember 1983 in Palma) war ein spanisch-katalanischer Maler, Grafiker, Bildhauer und Keramiker.
Seine frühen Werke weisen, aufbauend auf der katalanischen Volkskunst, Einflüsse des Kubismus und des Fauvismus auf. Von Anfang bis Mitte der 1920er Jahre vollzog er in Paris, beeinflusst von den dort herrschenden Kunstströmungen des Dadaismus und Surrealismus, den grundlegenden Stilwechsel, der ihn von der Gegenständlichkeit wegführte. Miró gehört als Vertreter der Klassischen Moderne mit seinen fantasievollen Bildmotiven zu den populärsten Künstlern des 20. Jahrhunderts. Seine magischen Symbole für Mond, Sterne, Vogel, Auge und Frau zählen zu den bekanntesten Elementen seiner Kunst. Das verstörende Spätwerk, wie beispielsweise die Serie Toiles brûlées („Verbrannte Leinwände“) war eine inszenierte Zerstörung, ein Protest gegen die Kommerzialisierung der Kunst und ein Ausdruck seiner Forderung, die „Malerei zu ermorden“. Im öffentlichen Raum schmücken beispielsweise seine Keramikwände das UNESCO-Gebäude in Paris und das Wilhelm-Hack-Museum in Ludwigshafen am Rhein; Monumentalskulpturen von ihm sind unter anderem auf Plätzen in Barcelona und Chicago aufgestellt.

## Leben

### Kindheit und Ausbildung

Joan Miró (rechts) mit den Eltern und der um vier Jahre jüngeren Schwester Dolors, Foto um 1903

Joan Miró wurde 1893 als Sohn des Goldschmieds und Uhrmachers Miquel Miró i Adzerias aus Cornudella de Montsant und seiner Frau Dolors Ferrà di Oromí, Tochter eines Kunsttischlers aus Palma, in Barcelona geboren. Sein Geburtshaus lag in der Passatge del Credit 4 in der Altstadt Barcelonas, wo sein Vater ein Geschäft für Goldschmiedekunst und Uhren betrieb.

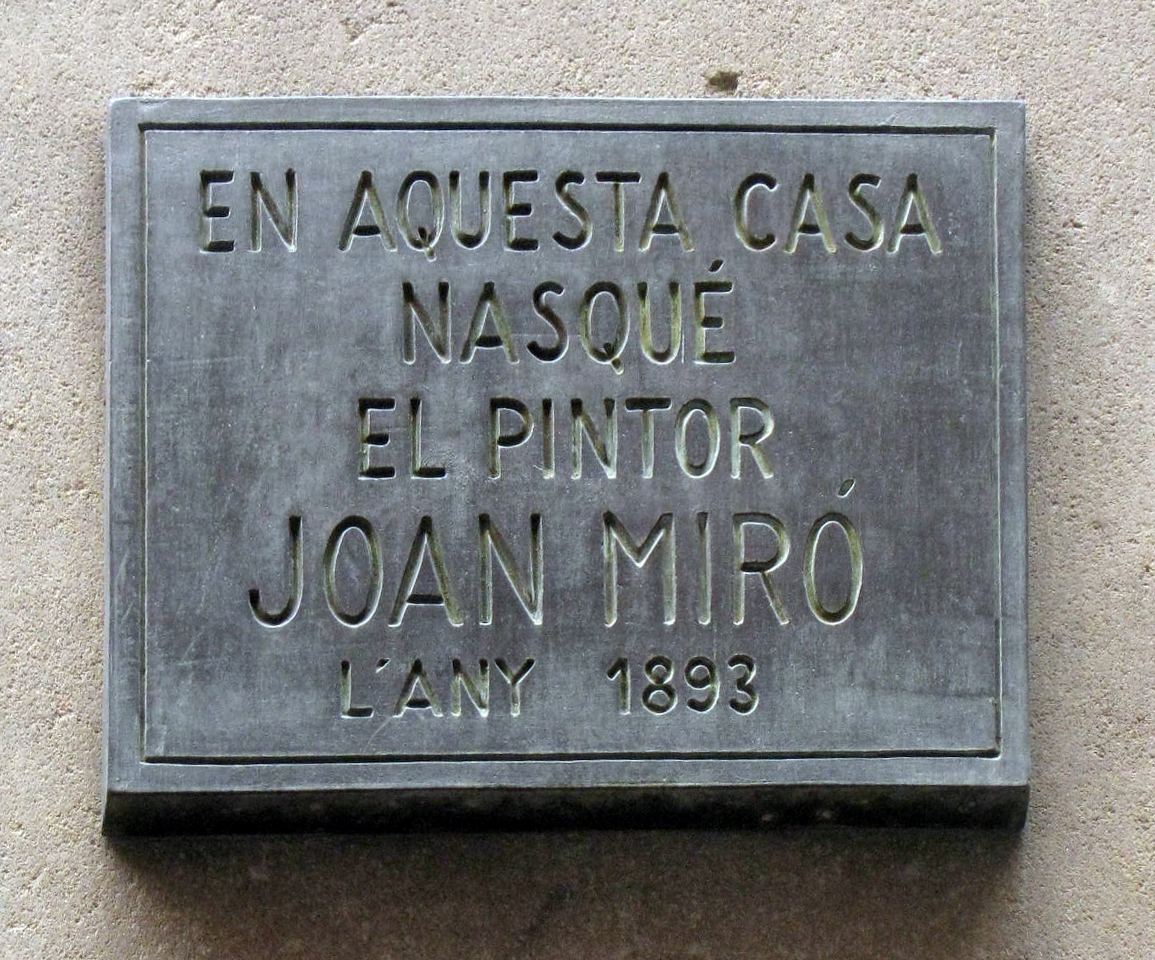
Plakette an Mirós Geburtshaus in Barcelona, Passatge del Crèdit 4

Als Kind begann er zu zeichnen – die frühesten erhaltenen Zeichnungen stammen aus dem Jahr 1901 – und stieß damit auf Ablehnung des kleinbürgerlich gesinnten Vaters, der für diese Beschäftigung kein Verständnis aufbrachte. Nachdem er 1907 wegen schlechter Zensuren das Gymnasium hatte verlassen müssen, begann Miró auf Wunsch des Vaters eine kaufmännische Ausbildung, nahm jedoch bis 1910 zusätzlich Kunstunterricht an der Kunstakademie „La Llotja“ in Barcelona, an der Pablo Picassos Vater José Ruiz Blasco Picasso gelehrt hatte und Pablo Picasso selbst neun Jahre zuvor Schüler gewesen war. Seine Lehrer dort waren Modest Urgell und Josep Pascó.
Von 1910 bis 1911 arbeitete Miró zunächst als Buchhalter in der Drogerie Dalmau Oliveras S.A. Nach einem Nervenzusammenbruch und einer Typhuserkrankung gab er den kaufmännischen Beruf auf und zog zur Genesung in den neu erworbenen Bauernhof seiner Familie nach Mont-roig del Camp bei Tarragona. Der Widerstand gegen eine künstlerische Ausbildung schwand, und Miro durfte sich an der privaten Kunstschule „Escola d’Art“ von Francesc Galí einschreiben, die er von 1912 bis 1915 besuchte. Galí hielt seinen Schüler für hochbegabt, wie er dem Vater bei einem seiner wöchentlichen Besuche erklärte. Galí führte seine Schüler in die moderne französische Kunst ein und in die Architektur des Antoni Gaudí, Barcelonas berühmten Künstler des Modernisme.
Im Jahr 1912 besuchte er eine Ausstellung kubistischer Malerei in der Galerie Dalmau in seiner Heimatstadt, wo er die Werke von Marcel Duchamp, Albert Gleizes, Juan Gris, Marie Laurencin, Fernand Léger und Jean Metzinger kennenlernte. Von 1913 bis 1918 besuchte Miró die freie Zeichenakademie des „Cercle Artístic de Sant Lluc“. Diese forderte die Abkehr vom Modernisme und Rückkehr zum Klassizismus unter Berücksichtigung des mediterranen Erbes; Avantgarde-Künstler wurden nur bedingt akzeptiert.

### Erster Weltkrieg – Mirós erste Einzelausstellung 1918

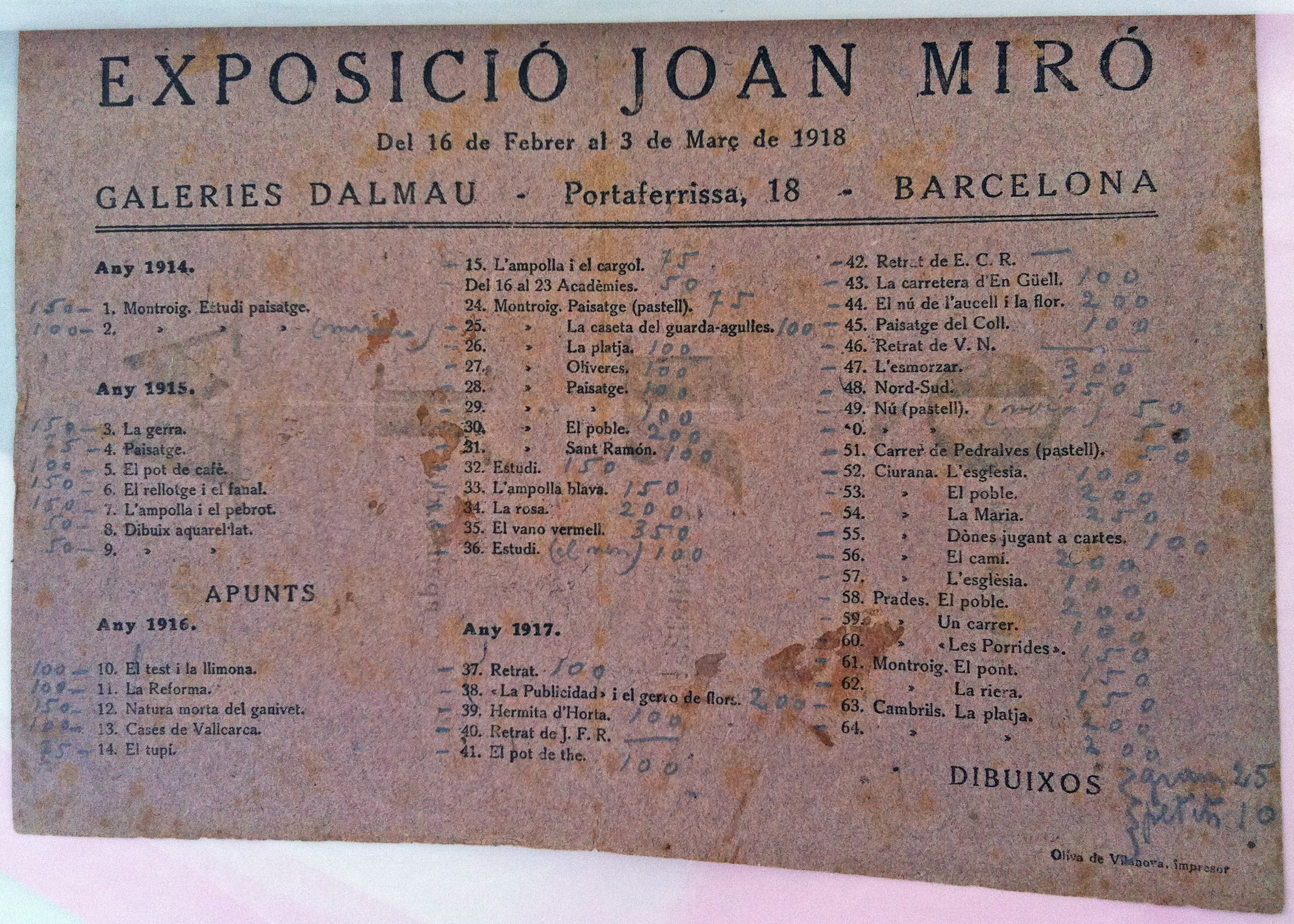
Katalog zu Mirós erster Einzelausstellung, 1918

Nach Ausbruch des Ersten Weltkriegs musste Miró ab 1915 Militärdienst leisten. Wer es sich leisten konnte, pflegte sich damals vom Militärdienst freizukaufen; der Vater zahlte jedoch nur einen relativ geringen Betrag, der immerhin ausreichte, den Wehrdienst des Sohnes auf insgesamt zehn Monate, verteilt auf mehrere Jahre, zu verkürzen. Miró verzweifelte gelegentlich an seiner Arbeit: „Ich verfügte nicht über die bildnerischen Mittel, um mich auszudrücken und fühlte mich deshalb elend. Manchmal schlug ich, verzweifelt wie ich war, den Kopf gegen die Wand“, zitierte ihn später Michel Leiris. Im selben Jahr richtete Miró sich gemeinsam mit E. C. Ricart in der Calle Baja de San Pedro 51 in Barcelona ein erstes Atelier ein. 1916 lernte er den Kunsthändler Josep Dalmau kennen, der nunmehr sein Förderer wurde, und ein Jahr später Maurice Raynal sowie Francis Picabia, dessen 1917 gegründetes Magazin 391 Miró mit dem Dadaismus vertraut machte. Noch im selben Jahr begann er sich für moderne Dichtung zu interessieren. In der von Pierre Reverdy herausgegebenen Literaturzeitschrift Nord-Sud sah er erstmals die Bildgedichte von Guillaume Apollinaire, der 1917 zum ersten Mal den Begriff Surrealismus prägte. Mirós Schaffen war in den folgenden Jahren zudem stark von den Fauves und den französischen Kubisten beeinflusst. Im Februar 1918 fand in den Galerías Dalmau in Barcelona Mirós erste Einzelausstellung statt, die 60 Landschaftsgemälde und Stillleben umfasste. Im selben Jahr gründete er zusammen mit Ricart, J. F. Ràfols, Francesc Domingo, Rafael Sala – später kam Josep Llorens i Artigas dazu – die Gruppe Courbet (Agrupació Courbet), benannt nach Gustave Courbet, dessen Radikalität sie bewunderten. Der Name stand für den Wunsch, als progressive Künstler innerhalb Barcelonas zu gelten und die katalanische klassizistische Kunstströmung des Noucentisme zu überwinden. Ihre gemeinsamen Ausstellungen lebendiger, farbenfroher Werke verliefen jedoch wenig erfolgreich.

### Aufenthalte in Paris und Mont-roig del Camp

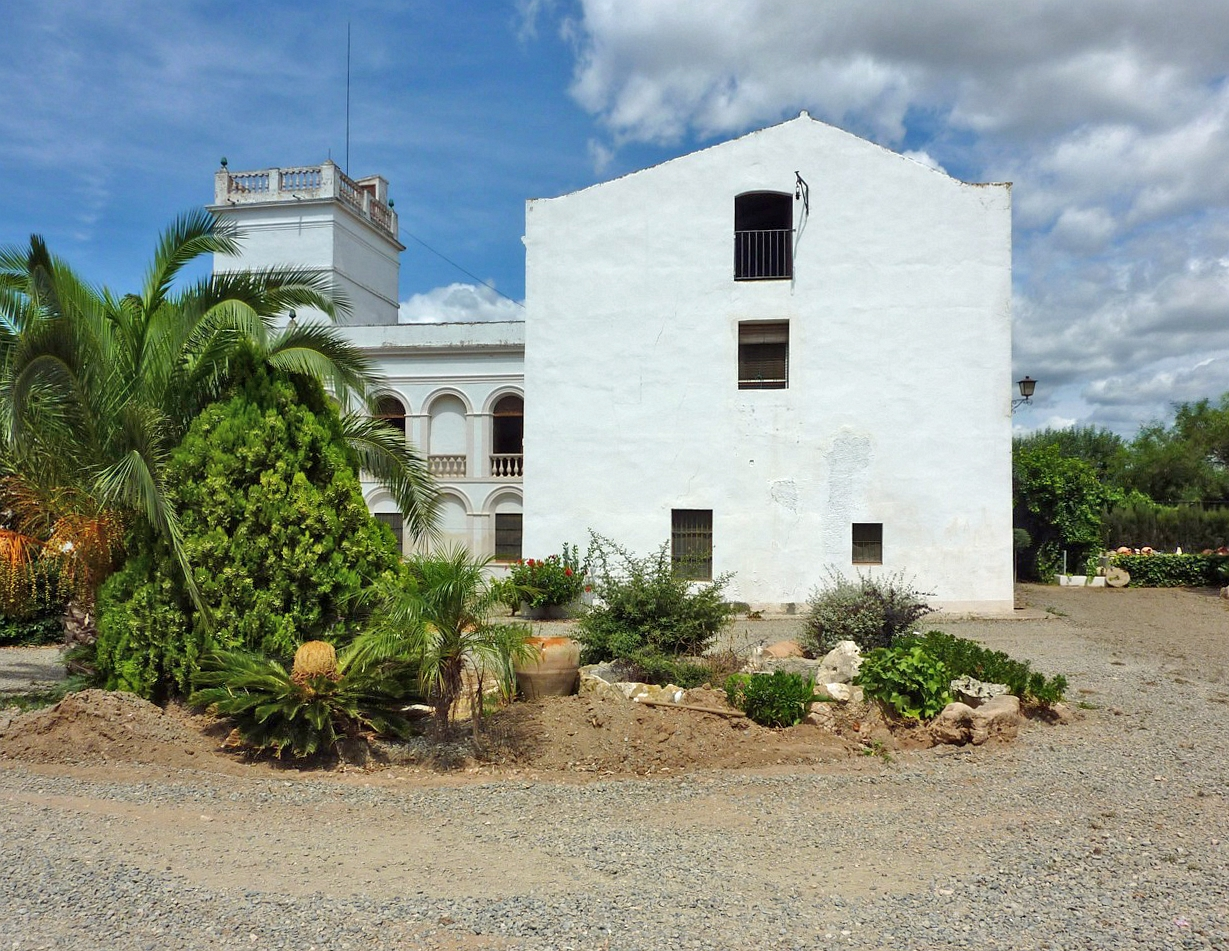
Mas Miró, das Haus der Familie Miró in Mont-roig del Camp. Das Foto zeigt das Gebäude aus der Perspektive des Gemäldes Der Bauernhof, geschaffen 1921/22.

Im März 1919 reiste Miró das erste Mal für einige Monate nach Paris, wo er Pablo Picasso in dessen Atelier aufsuchte. Letzterer erwarb von seinem jüngeren Landsmann ein in diesem Jahr gemaltes Selbstbildnis. Für die Zeitschrift L’Instant entstand sein erstes Plakat, viele weitere sollten folgen. Ende 1920 bezog er in der rue Blomet 45 in Paris ein Atelier; mit seinem Nachbarn, André Masson, schloss er bald Freundschaft. Sie lebten in kärglichen Verhältnissen, doch im Gegensatz zu Masson kleidete sich Miró bürgerlich, wählte zum Ausgehen weiße Gamaschen und trug ein Monokel, als ob er die Firma seines Vaters übernommen hätte. Die Kunstmetropole zog ihn an, gleichwohl blieb er seiner katalanischen Heimat stets verbunden. Daher lebte Miró abwechselnd im Sommer in Mont-roig del Camp, Spanien, und im Winter in Paris, wo er sich den Dichtern Max Jacob, Pierre Reverdy und Tristan Tzara zugesellte und an Dada-Aktivitäten teilnahm.

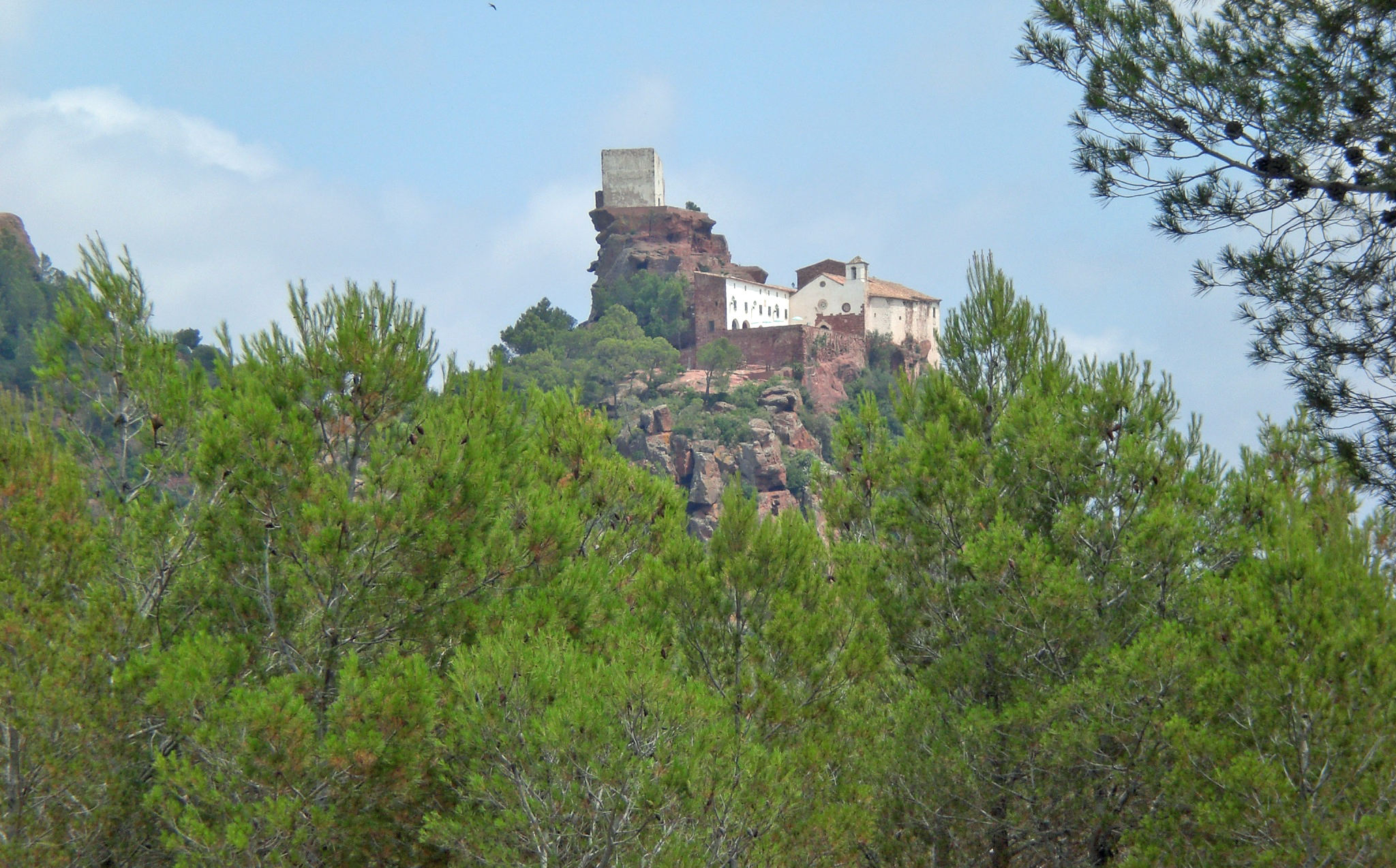
Die Einsiedelei Sant Ramon auf dem Berg Mare de Déu de la Roca bei Mont-roig del Camp, ein Ort, den Miró oft aufsuchte, um zu malen.

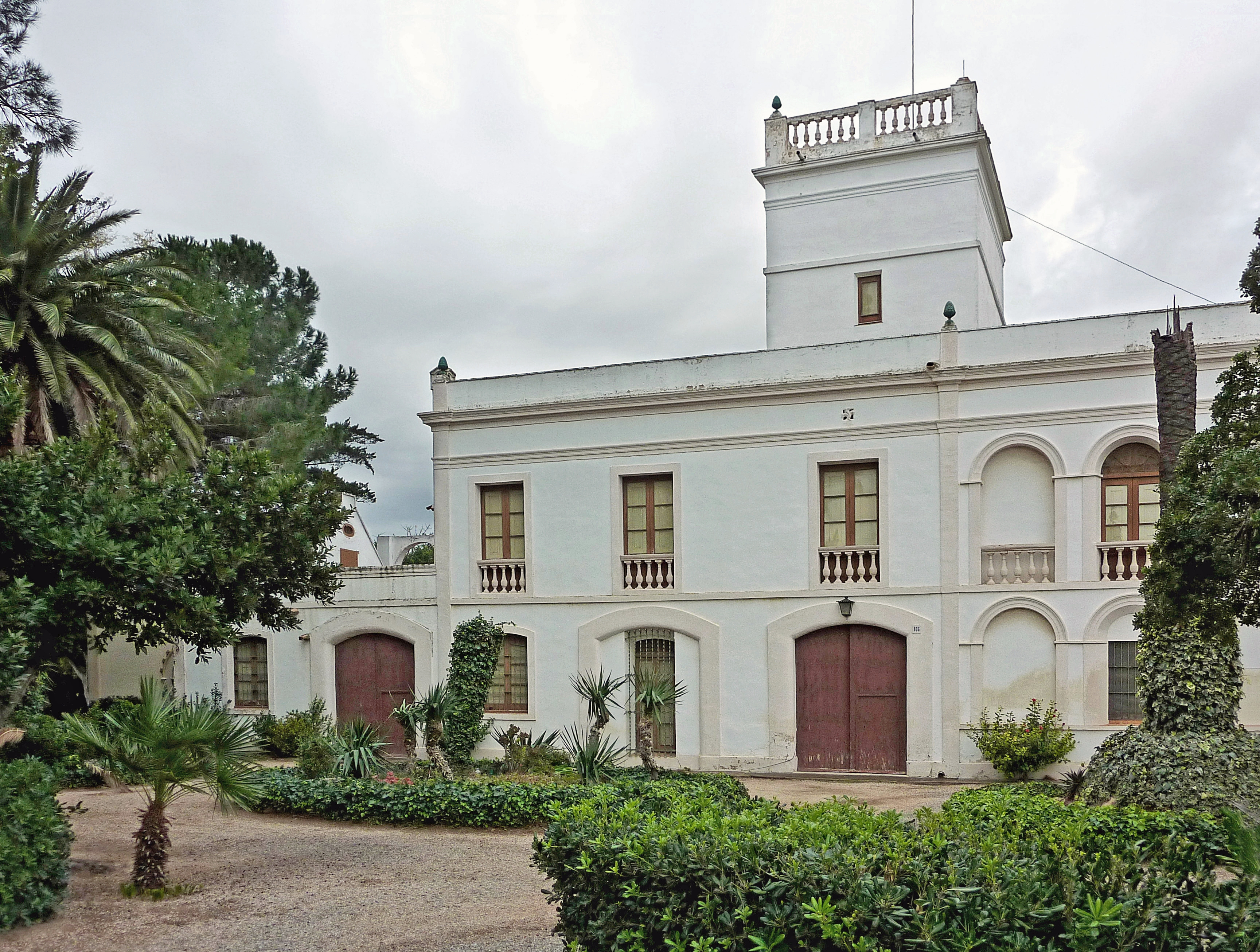
Die Eingangsseite vom Mas Miró

Im Jahr 1921 organisierte Josep Dalmau Mirós erste Einzelausstellung in Paris, die in der „Galerie la Licorne“ gezeigt wurde. Da sie erfolglos verlief, konnten seine materiellen Schwierigkeiten nicht abgewendet werden. Zwei Jahre später machte er Bekanntschaft mit Henry Miller, dessen Buch The Smile at the Foot of the Ladder er später illustrieren sollte, sowie mit Ernest Hemingway, der sich ebenso wie Miller zu dieser Zeit in Paris aufhielt; Hemingway lieh sich Geld, um 1925 Mirós Gemälde Der Bauernhof (1921/22) zu erwerben. 1923 war er mit einigen seiner Werke an der Ausstellung im Salon d’Automne beteiligt. Durch André Masson lernte Miró im Jahr 1924 die Surrealisten Louis Aragon, André Breton und Michel Leiris kennen und schloss sich als Mitglied der Surrealistengruppe an, blieb jedoch unter ihnen ein stiller Außenseiter. An Michel Leiris schrieb er in einer Korrespondenz am 10. August 1924, dass er sich nun von alten Bildkonventionen löse. Er proklamierte dort in einem Dreischritt reine Linie, reine Farbe, dazwischen Nuancen, die er als Charme und Musik der Farbe charakterisierte. 1925 fand seine zweite Einzelausstellung in Paris statt, die von der „Galerie Pierre“ ausgerichtet wurde. Im selben Jahr war Miró zudem an der ersten Surrealistenausstellung dieser Galerie beteiligt. 1926 arbeiteten Miró und Max Ernst am Bühnenbild und an den Kostümen für Djagilews Ballett Romeo and Juliet, Musik von Constant Lambert, das von den Ballets Russes aufgeführt wurde. Diese Mitarbeit rief den Protest der Surrealistengruppe hervor. Im selben Jahr starb sein Vater in Mont-roig.

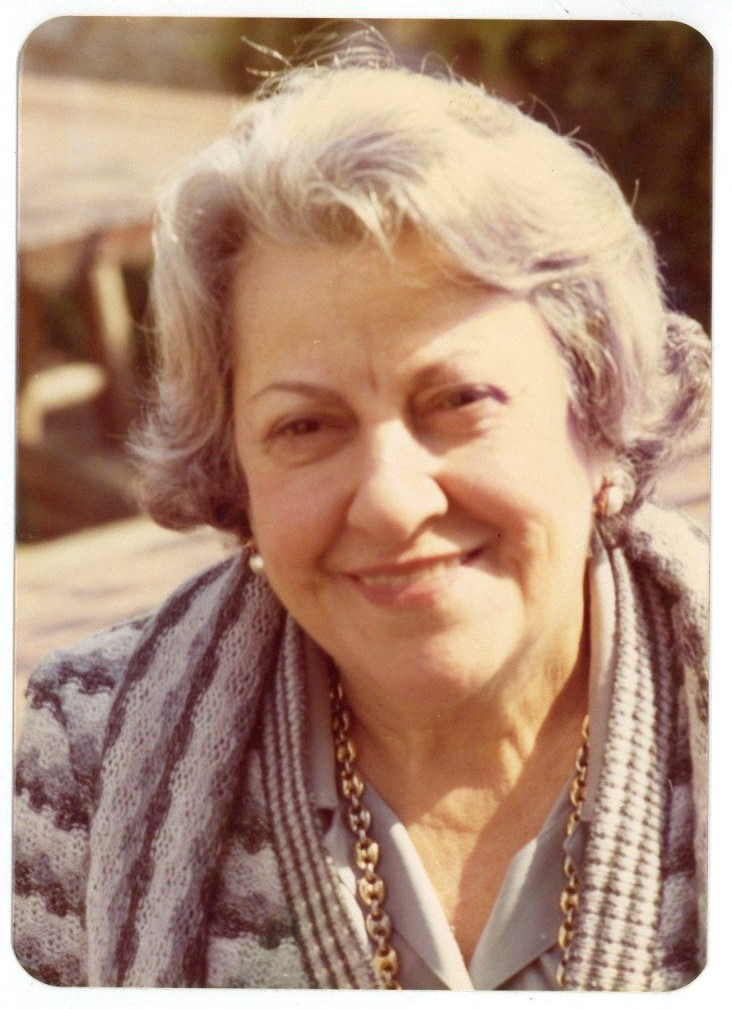
Pilar Juncosa Iglesias, 1977

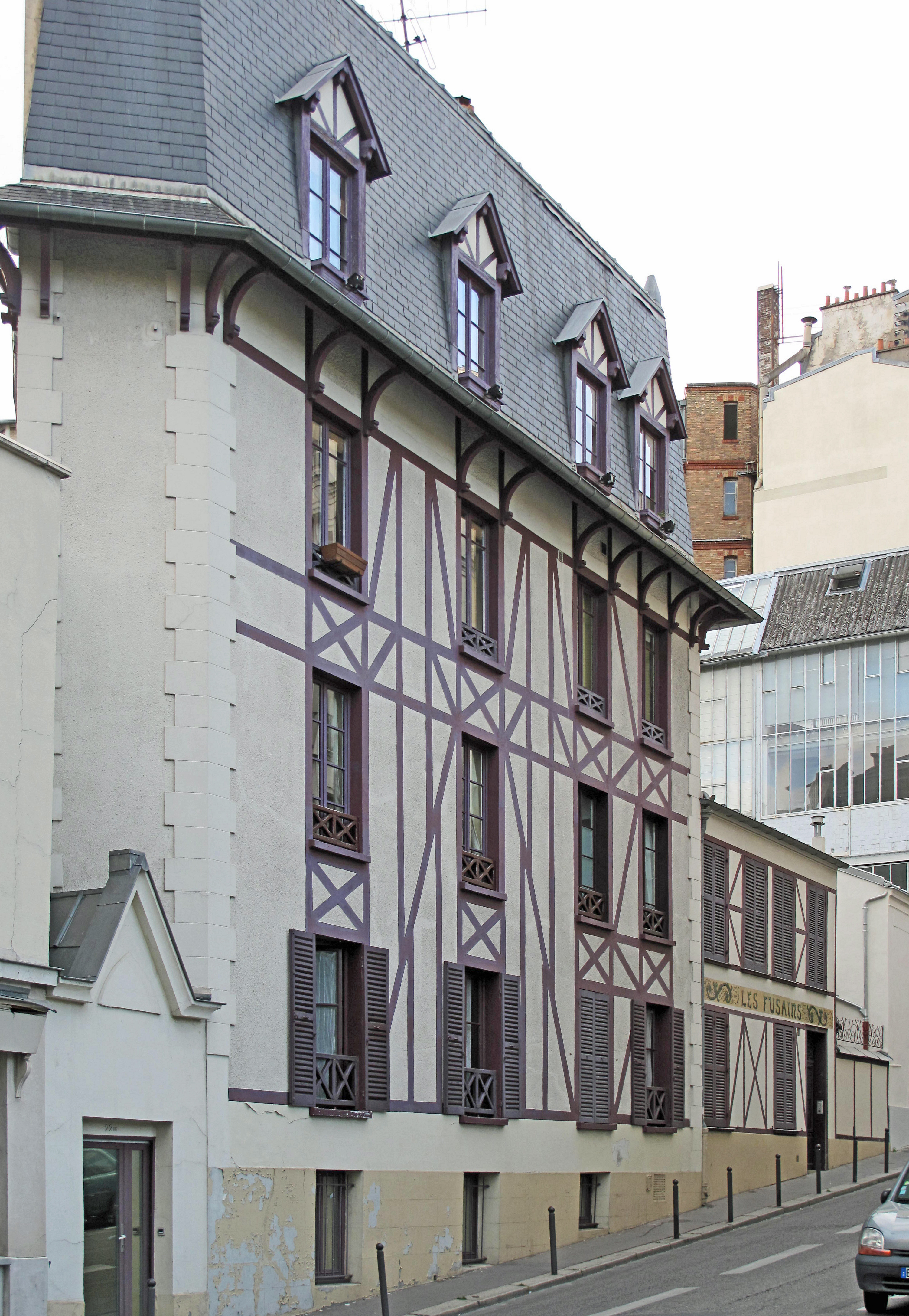
Atelierhaus Les Fusains am Montmartre, 22, rue Tourlaque, Paris. Foto aus dem Jahr 2009

1927 bezog Miró ein Atelier in Les Fusains in der rue Tourlaque 22 am Montmartre und hatte unter anderem Hans Arp, Paul Éluard, Max Ernst und René Magritte als Nachbarn. 1928 lernte er die Bildhauer Constantin Brâncuși, Alberto Giacometti und Alexander Calder kennen; mit den beiden letztgenannten verband ihn eine lebenslange Freundschaft, die sich in Mirós und Calders Werken widerspiegelt – so schufen beide Künstler in den 1940er Jahren mit Constellationen betitelte Serien, wobei Calder Holz und Metall und Miró die Gouache nutzte. Miró besuchte in diesem Jahr die Niederlande und begann, inspiriert von den niederländischen Meistern, mit einer Serie von Bildern, den Intérieurs hollandais. 1929 schloss sich Salvador Dalí auf Anregung von Joan Miró der Gruppe der Surrealisten in Paris an. Im Oktober 1929 heiratete Miró die aus Palma de Mallorca stammende Pilar Juncosa Iglesias (1904–1995) in Palma. Das Paar nahm sich eine Wohnung in der rue François Mouton in Paris. 1930 wurde seine Tochter Maria Dolors in Barcelona geboren. Aufgrund der Weltwirtschaftskrise konnte Mirós Kunsthändler Pierre Loeb seine Bilder nicht mehr kaufen, sodass ihn ab 1932 der Kunsthändler Pierre Matisse in New York unter Vertrag nahm.

### Spanischer Bürgerkrieg – Zweiter Weltkrieg

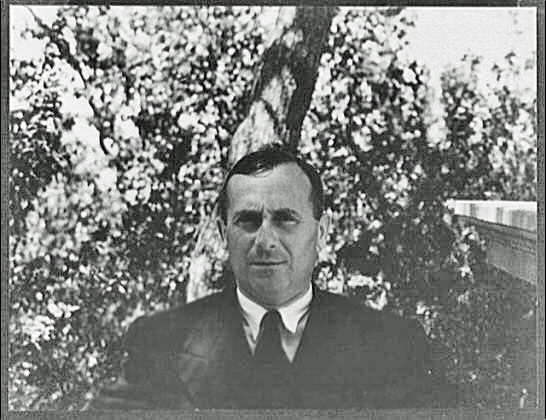
Joan Miró, 1935 porträtiert von Carl Van Vechten

Als 1936 der Spanische Bürgerkrieg ausbrach, verließ Miró bis zum Jahr 1940 Mont-roig und lebte ausschließlich in Paris. Im Mai 1936 war Miró, neben Pablo Picasso, Alberto Giacometti, Salvador Dalí, Meret Oppenheim, Yves Tanguy, Hans Arp und Max Ernst, an der von André Breton konzipierten und vom Pariser Kunsthändler Charles Ratton eingerichteten Ausstellung „Exposition surréaliste d’objets“ vertreten. Gezeigt wurden eigens für diese Schau realisierte surrealistische Objekte, die von Ratton „innerhalb seiner Vitrinen gemäß der surrealistischen Vorstellung von einer kollektiven, unbewussten Kreativität gemeinsam mit völkerkundlichem Material, Arbeiten Geisteskranker, bizarrer Mineralien, kuriosen Fundstücken und ähnlichen Dingen“ integriert wurden. Einen Monat später war Miró mit 15 Werken an der Ausstellung „Fantastic Art, Dada, Surrealism“ im Museum of Modern Art, New York, beteiligt sowie an der von Roland Penrose organisierten „International Surrealist Exhibition“ vom 11. Juni bis zum 4. Juli 1936 in den New Burlington Galleries in London.

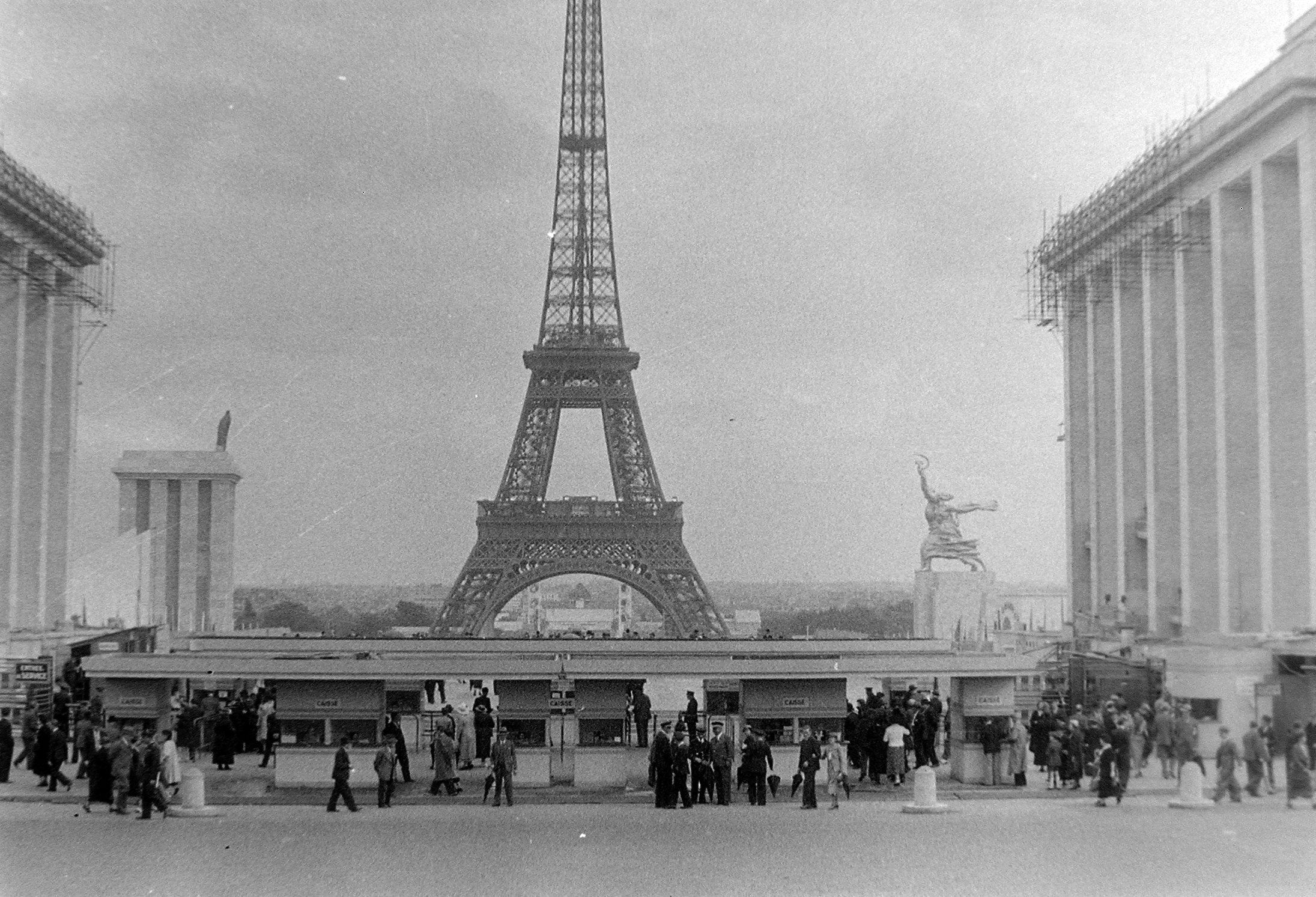
Paris zur Zeit der Weltausstellung im Jahr 1937

Für den spanischen Pavillon der Weltausstellung 1937 in Paris stellte Miró neben Picassos Guernica und Calders Quecksilberspringbrunnen sein heute als verloren geltendes Monumentalgemälde Le faucheur (Der Schnitter oder Katalanischer Bauer) aus und entwarf für die Ausstellung ein Plakat mit dem Titel Aidez l’Espagne. 1938 war er an der „Exposition Internationale du Surréalisme“ in der Galerie Beaux-Arts in Paris beteiligt.
Nach der Besetzung Frankreichs durch die deutschen Truppen während des Zweiten Weltkriegs im Jahr 1940 kehrte Joan Miró von seinem Zufluchtsort Varengeville-sur-Mer, wo er die Sommermonate seit 1938 verbracht hatte, in sein Heimatland Spanien zurück und wohnte zunächst in Palma de Mallorca, ab 1942 in Barcelona in seinem Geburtshaus. Im Jahr des Todes seiner Mutter 1944 begann er zusammen mit seinem Freund, dem katalanischen Keramiker Josep Llorens i Artigas, den er aus Barcelona kannte, mit Keramikarbeiten. Artigas, der ebenfalls zusammen mit Raoul Dufy und Albert Marquet arbeitete, hatte Miró zur Keramik geführt. Zudem schuf er erste modellierte Figuren kleineren Formats, die 1950 in Bronze gegossen wurden.
1947 reiste Miró erstmals in die Vereinigten Staaten, um ein Wandbild für das Terrace Plaza Hotel (ab 1965 Terrace Hilton Hotel) in Cincinnati zu entwerfen. Er arbeitete daran neun Monate in einem Studio in New York und lernte während dieser Zeit Clement Greenberg und Jackson Pollock kennen. Im selben Jahr nahm er an der Ausstellung „Le Surréalisme en 1947: Exposition internationale du surréalisme“ in der Galerie Maeght, Paris, teil, die von André Breton und Marcel Duchamp organisiert wurde. 1948 kehrte Miró nach Paris zurück, wo eine Ausstellung seiner Keramikskulpturen in der Galerie Maeght eröffnet wurde. Der Katalog zur Ausstellung enthielt unter anderem Texte von Tristan Tzara, seinem Freund, dem Hutmacher und Mäzen Joan Prats i Vallès, sowie von Paul Éluard. 1950 gravierte er in Barcelona seine ersten Xylographien.

### Wohnsitz auf Mallorca ab 1956

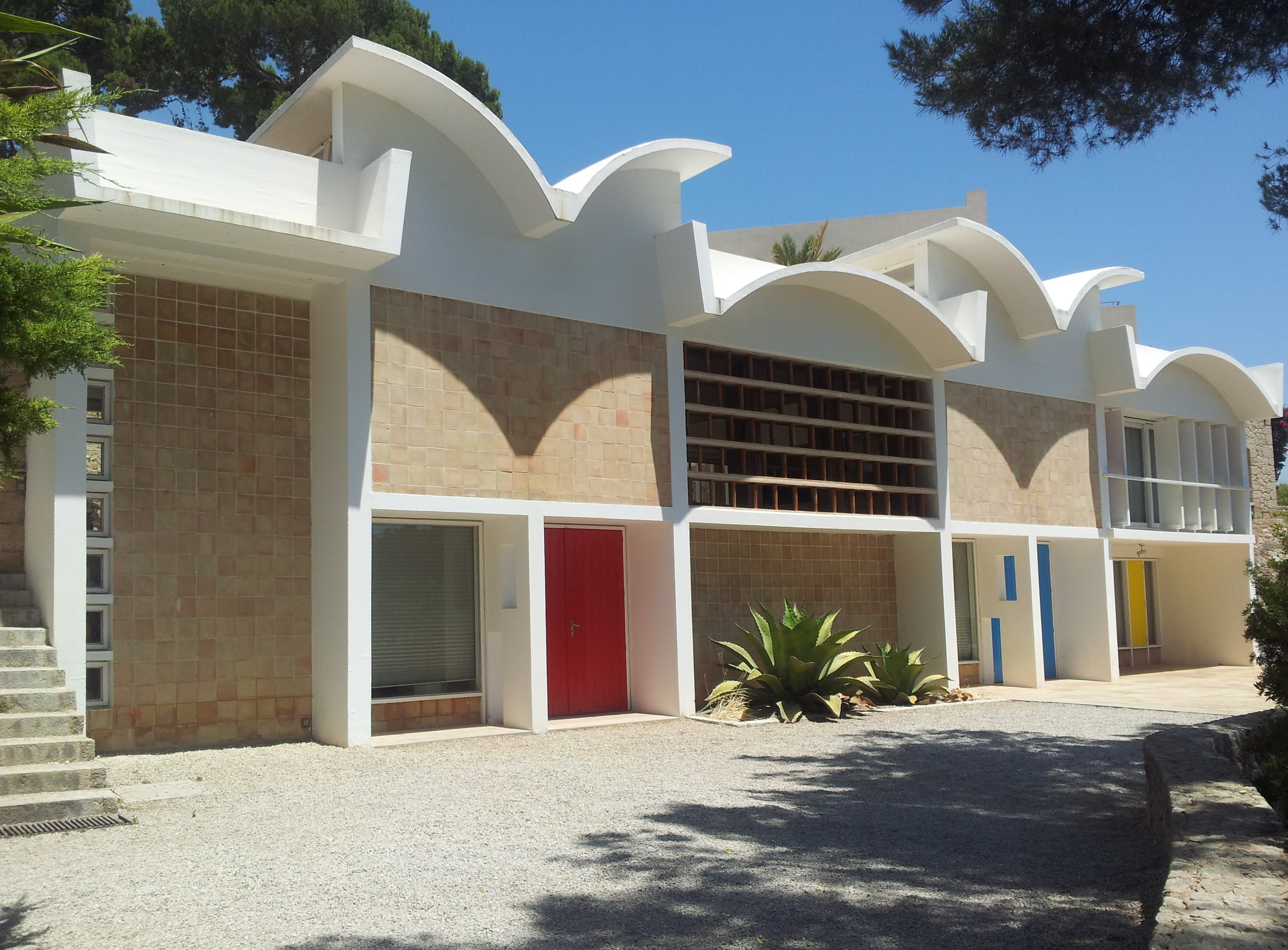
Mirós Werkstatt in Cala Major, erbaut von Josep Lluís Sert

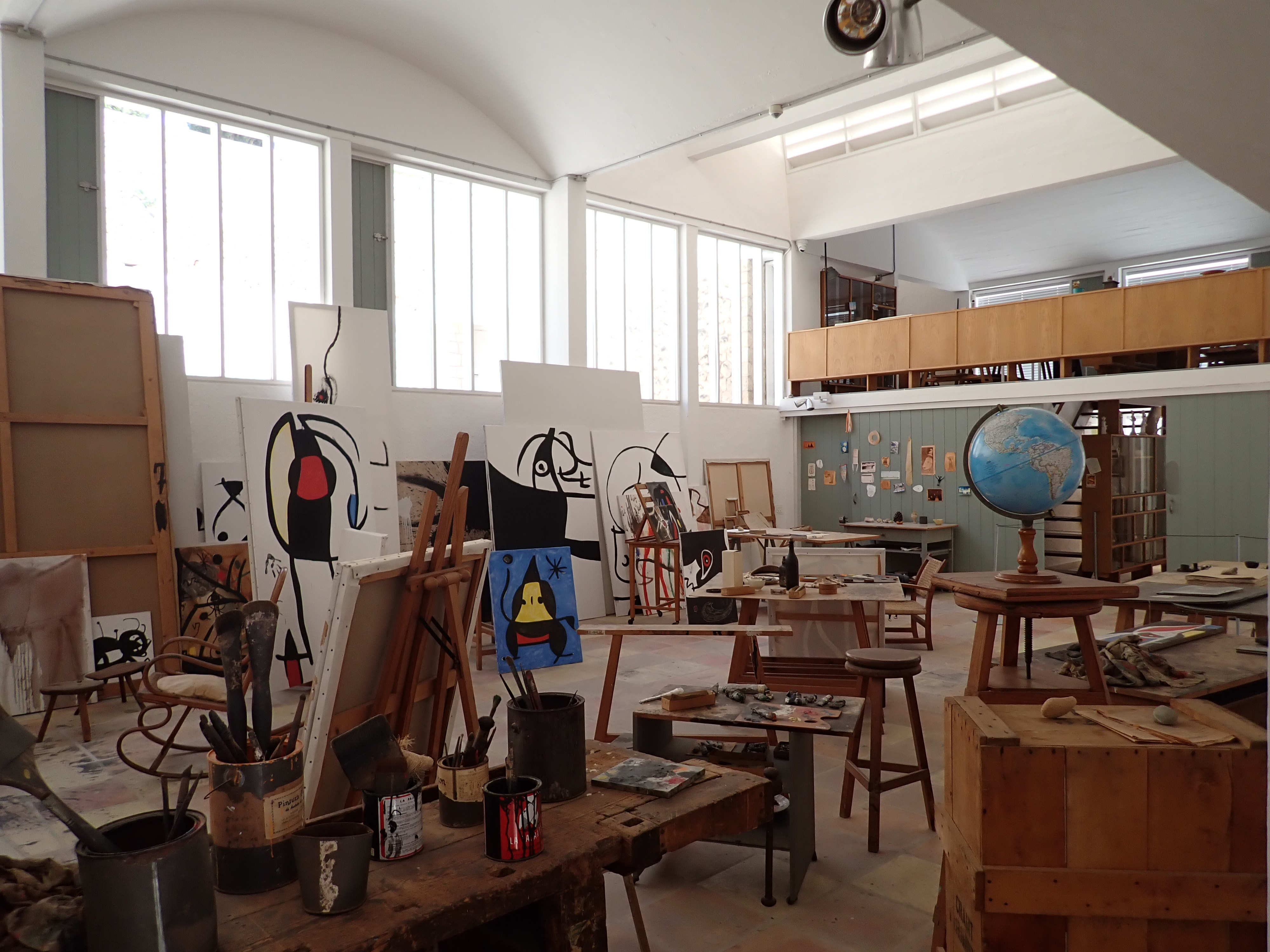
Blick in die Werkstatt in Cala Major

1956 verlegte Miró seinen festen Wohnsitz nach Cala Major, einem Verwaltungsbezirk von Palma. Das Wohnhaus Son Abrines war von Mirós Schwager, dem Architekten Enrique Juncosa Iglesias (1902–1975), entworfen und gebaut worden. Zusammen mit Artigas hatte er zuvor zwei großflächige Wandreliefs (Mond- und Sonnenmauer) für das UNESCO-Gebäude in Paris gefertigt, für die beide Künstler mit dem Internationalen Guggenheim Award des Jahres 1958 ausgezeichnet wurden. Mit der Dotierung von 10.000 US-Dollar erwarb Miró das angrenzende Landhaus Son Boter, das ursprünglich als Skulpturenwerkstatt geplant war, jedoch im Lauf der Zeit zu seinem zweiten Atelierhaus wurde.
Den Bau einer neuen Werkstatt auf dem Gelände ließ Miró 1956 von dem Architekten Josep Lluís Sert, einem Freund des Künstlers, ausführen. Der Direktor der Harvard University Graduate School of Design galt als Wortführer der europäischen Avantgarde der Architektur. Sert schuf einen poetischen und funktionellen Raum, in dem Miró seinen künstlerischen Prozess zum Höhepunkt bringen konnte. Die Vorstellung von einer großen Werkstatt hatte Miró bereits im Jahr 1938 in dem autobiografischen Text „Ich träume von einem großen Atelier“ in der Zeitschrift Le XXe Siècle geäußert:

„[…] mein Traum, wenn ich mich einmal irgendwo wirklich niederlassen kann, ist, eine große Werkstatt zu haben, nicht so sehr wegen der Beleuchtung, […] sondern um Platz zu haben, für viele Leinwände, denn je mehr ich arbeite, desto mehr Lust habe ich zu arbeiten.“

In den folgenden Jahren arbeitete er hauptsächlich an Skulpturen. 1959 erfolgte sein zweiter Besuch der Vereinigten Staaten anlässlich einer großen Miró-Retrospektive im Museum of Modern Art in New York. 1960 arbeitete er zusammen mit Artigas an einem Wandbild für die Harvard University und reiste 1961 ein drittes Mal in die Vereinigten Staaten. Er war dort beteiligt an den Ausstellungen Alexander Calder – Miró und The Art of Assemblage, beide in New York. Im selben Jahr erschien eine umfangreiche Biografie von Jacques Dupin in Paris, an der Dupin und Miró seit 1957 gearbeitet hatten.
Im Jahr 1964 wurde in Saint-Paul-de-Vence die Fondation Maeght eröffnet. Das Gebäude war wiederum ein Entwurf von Sert; zahlreiche Skulpturen aus Keramik, die in einer Zusammenarbeit mit Artigas und dessen Sohn Joan Gardy Artigas entstanden waren, und ein Labyrinth Mirós, fertiggestellt 1968, sind Bestandteil der Ausstellung. 1968 wurde sein 75. Geburtstag mit einer ganzen Reihe von Ehrenbezeugungen gefeiert, insbesondere mit einer Ausstellung der Fondation Maeght.

### „Miró otro“
1969 richtete eine Gruppe junger spanischer Architekten in ihrem Verbandshaus in Barcelona eine Ausstellung mit dem Namen Miró otro aus. Sie protestierten damit gegen Francos Behörden, die sich des Malers bedienen wollten, aber auch gegen Designer und Plakatmaler, die Mirós Repertoire zu plündern und zu vulgarisieren begannen. Miró malte in der Nacht vor der Eröffnung aggressive Bilder auf die Fensterscheiben, um klarzustellen, dass er nicht käuflich sei, und wusch sie drei Tage später wieder ab. Louis Aragon widmete der Ausstellung des „anderen Miró“ eine Ausgabe der literarischen Zeitschrift Les Lettres françaises.
1970 entstanden zwei Wandbilder für den öffentlichen Raum, das erste für die Weltausstellung in Osaka, das zweite, aus Keramik, für den Flughafen in Barcelona. Ein Jahr später initiierte Miró die Gründung einer Stiftung, deren Gebäude in Barcelona ebenfalls von Sert geplant wurden. Sie wurde 1975 unter dem Namen Fundació Joan Miró eröffnet.

### Letzte Jahre

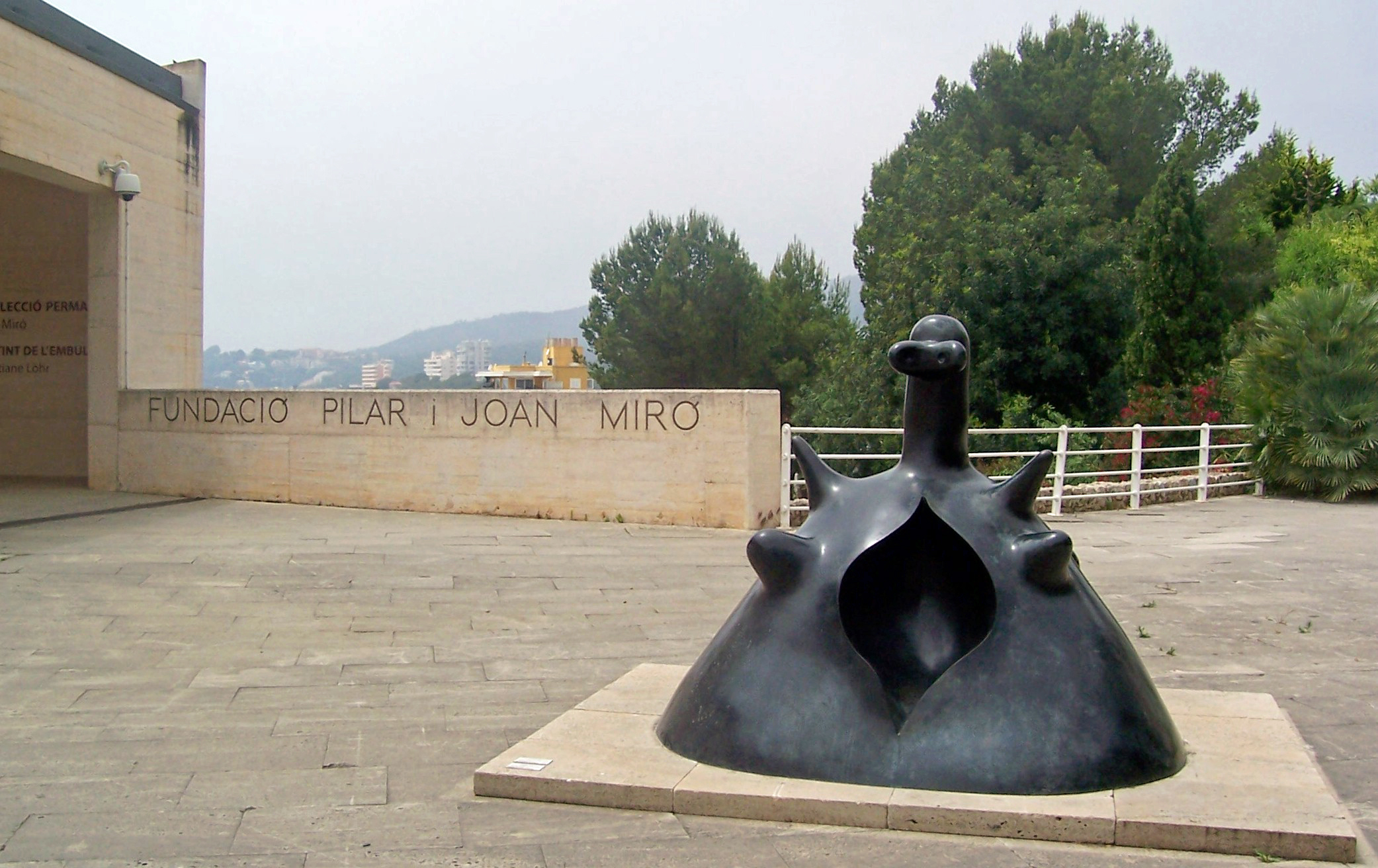
Eingangsbereich der Fundació Pilar i Joan Miró in Cala Major

Aus Sorge, sein kreatives Umfeld könne in Vergessenheit geraten oder durch die 1956 begonnene rege Bautätigkeit im Sog des beginnenden Touristenstroms nach Mallorca ganz verschwinden, übergab Miró einen Teil seines Besitzes als Schenkung der Stadtverwaltung von Palma. Aufgrund dieser Schenkung wurde 1981 die zweite Stiftung, die Fundació Pilar i Joan Miró a Mallorca, gegründet. Ihr Sitz befindet sich in Cala Major, wo Miró lebte und arbeitete. Mirós Beweggründe für die zweite Stiftung werden aus dem folgenden Zitat ersichtlich:

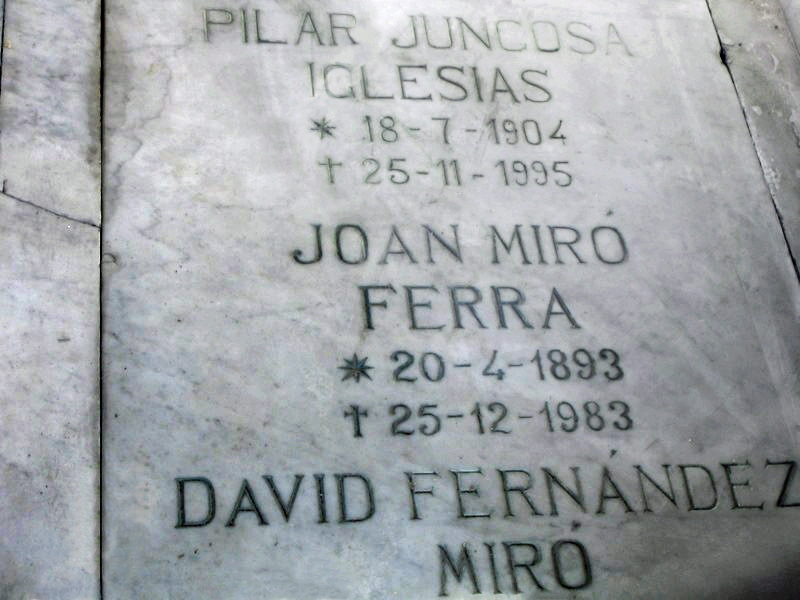
Das Familiengrab Miró auf dem Cementiri de Montjuïc

„[…] ich wünsche nicht, dass eines Tages an dieser Stelle irgend einer dieser schrecklichen Wolkenkratzer gebaut werde, die mich von allen Seiten umringen […] Die Idee, dass eines Tages ein Vorschlaghammer die Wände von Son Boter niederreißen und die Bilder dort für immer verloren gehen könnten, verfolgt mich Tag und Nacht […]“

Der 90. Geburtstag des Künstlers am 20. April 1983 wurde weltweit mit einer Reihe von Ausstellungen, Publikationen und Ehrungen gefeiert. So widmete die Stadtverwaltung von Barcelona Miró eine Ehrenwoche, die Semana de homenaje à Joan Miró, in deren Verlauf die Monumentalskulptur Frau und Vogel auf der Plaça de l’Escorxador offiziell eingeweiht wurde. Den Auftrag für das Werk hatte die Stadtverwaltung im Jahr 1981 erteilt.
Am 25. Dezember desselben Jahres starb Joan Miró in Palma de Mallorca und wurde am 29. Dezember im Familiengrab auf dem Friedhof von Montjuïc in Barcelona beigesetzt. Seine einzige Tochter, Maria Dolors Miró Juncosa, Ehrenvorsitzende der Miró-Stiftungen in Barcelona und Palma, starb Ende Dezember 2004 im Alter von 74 Jahren.

## Werk
Miró schuf eine große Anzahl an Werken. In seinem langen Künstlerleben entstanden etwa 2000 Ölgemälde, 500 Skulpturen, 400 Keramiken sowie 5000 Collagen und Zeichnungen. Das grafische Werk umfasst etwa 3500 Arbeiten, darunter Lithografien und Radierungen, die zumeist in kleinen Auflagen gedruckt wurden.

### Gemälde, Grafik, Collagen
„Wie dachte ich mir all die Ideen für meine Bilder aus? Nun, ich kam spät nachts in mein Atelier in der rue Blomet zurück und ging zu Bett, manchmal ohne etwas zu Abend gegessen zu haben. Ich sah Dinge, ich hielt sie in meinem Notizbuch fest. Ich sah Erscheinungen an der Decke […]“

#### Frühwerk
Zwischen 1912 und 1915, als Miró an der privaten Kunstschule „Escola d’Art“ von Francesc Galí eingeschrieben war, malte er die meiste Zeit in Mont-roig del Camp. Es entstanden Landschaften im Stil des Fauvismus, jedoch „in ganz düsteren, erdhaften Farben, die er der Schwere des Materiellen enthob und im Sinn eines poetischen Realismus auffrischte.“ Er benutzte die Volks- und katalanische Kunst als Quellen für seine Malerei, außerdem setzte er sich mit der Gegenwartskunst auseinander. So zeigte zum Beispiel sein Stillleben Wanduhr und Laterne die Beeinflussung durch Paul Cézanne, Vincent van Gogh und Henri Matisse. Das Stillleben aus dem Jahr 1917, Nord-Sud, weist mit seinem Bildinhalt auf Volkskunst, Literatur und die französische Avantgarde hin, zeigt es doch neben einer Keramik, einem Vogelkäfig und einer Blume einen Band von Goethe sowie eine gefaltete Ausgabe von Nord-Sud, einer Zeitschrift für Dada und Surrealismus. Das Gemälde aus dem Jahr 1920, Der Tisch (Stillleben mit Kaninchen), zeigt auf einem kubistisch gemalten Tisch im Kontrast dazu naturalistisch ausgeführte Tiere wie das Kaninchen, einen Hahn und einen Fisch sowie Paprika, Zwiebel und Weinblätter. Das Gemälde La Masía, dt. Der Bauernhof (1921/22), das Ernest Hemingway im Jahr 1925 für 5.000 Francs in Paris erwarb, gilt als ein Schlüsselwerk Mirós. Es zeigt den Bauernhof seiner Eltern in Mont-roig del Camp, der für den Künstler eine Quelle der Energie darstellte. In diesem Bild vermengen sich eine realistische Darstellung mit abstrakten Motiven. Das Gemälde befindet sich heute in der National Gallery of Art in Washington D.C.

#### Übergang zum Surrealismus
Relativ abrupt erfolgte um 1924 der Übergang zum Surrealismus, wobei Miró jedoch seine eigene und unverwechselbare Bildersprache entwickelte. Genauso wie er den Kubismus als Lernstufe empfand, so empfand er gleiches beim Surrealismus, zumal er beide Kunstrichtungen als zu ideologisch und „beide Dogmen als künstlerisch zu einengend kategorisch ablehnte“. In dem Gemälde Gepflügte Erde (1923/24) fand Miró zu einer neuen Bildsprache, die die Naturbeobachtung in ein System von Farben und Zeichen übersetzt, jedoch ist sie noch nicht vollständig in eine eigenständige Zeichenwelt eingebunden. In Katalanische Landschaft (Der Jäger) aus demselben Zeitraum ist der Bildinhalt auf Zeichen und Linien reduziert, der Jäger ist nur an einer realistisch gemalten Pfeife zu erkennen. Miró beklagte später oft, dass er in den mageren Zeiten in Paris durch Halluzinationen, die bedingt waren durch Hunger – er gab sein Geld stattdessen für Malutensilien und Reisen in sein Heimatland aus – und das Starren auf die Risse im Beton seine Bildersprache verloren hatte. Wie Masson und der frühe Tanguy schuf Miró aus der von der Surrealistengruppe um Breton hervorgegangenen Écriture automatique eine aus dem Schreiben und Zeichnen entwickelte Malerei, wobei er die Kontrolle über den gestalterischen Prozess nie aufgab.
In den Jahren 1924 und 1925 entstanden eine Reihe von „Bild-Gedichten“, wie Miró sie nannte, wozu Sterne im Geschlecht von Schnecken von 1925 gehört. Im selben Zeitraum entstand als Folge der surrealistischen Beeinflussung des Unbewussten sein Gemälde Karneval des Harlekins (1924/25). Vom Frühjahr 1925 bis zum Sommer 1927 arbeitete Miró an seinen so genannten „Traumbildern“. Diese Gemäldegruppe zeichnet sich durch eine zurückgenommene, fast monochrome Farbigkeit und eine undefinierte schwebende Raumsituation aus wie beispielsweise in dem Gemälde Tänzerin II aus dem Jahr 1925. Trotz seiner romantischen Fantasie war Miró ein sorgfältiger Planer. Seine Bilder existierten in vorläufiger Form in seiner Vorstellung und in Studien auf dem Papier, lange bevor sie auf der Leinwand verwirklicht wurden. Badende aus dem Jahr 1925 ist ein weiteres Beispiel für ein monochromes Bild aus dieser Zeit. Weiße und gelbe Linien sind Bewegung geworden, die den Betrachter vor dem als Meerlandschaft gestalteten Hintergrund durch das Bild leiten. Das Gemälde Photo – ceci est la couleur de mes rêves, bildet Schriftzeilen und einen blauen Fleck vereint auf einem ockerfarbenen Untergrund ab. Die Holländischen Interieurs I bis III folgten nach einer Reise in die Niederlande im Jahr 1928. Sie entstanden nach Anregungen durch die alten niederländischen Meister. Beispielsweise inspirierte Jan Steens Katzentanzstunde (1626–1629) Miró zu Holländisches Interieur II, indem der Künstler Zeichen und Signaturen aus Steens Bild löste und in seinem Werk „übersetzt“ aufnahm. Das Gemälde Königin Luise von Preußen aus dem Jahr 1929 charakterisiert ebenfalls den surrealistischen Einfluss. Nach einer spanischen Werbung für den Dieselmotor der deutschen Firma Junkers, die er aufbewahrte und mit „Pour la Reine“ beschrieb, entwarf er das Bild, indem er die Zeichnung des Motors so weit reduzierte, bis sie die Form einer eingeschnürten Frauenfigur annahm. Ab 1929 begann Miró mit der Lithografie zu experimentieren, die ersten Schnitte erschienen ab 1933.

#### Einfluss von Hans Arp und Paul Klee
Ebenso wie Paul Klee war Joan Miró fasziniert von der Zahl als Formsprache und Symbol. Ab Mitte der 1920er Jahre tritt die Ziffer in seinen Werken auf, so vor allem im Gemälde 48 aus dem Jahr 1927. Miró war von dieser Zahl besessen; denn er hatte sie jedes Mal, wenn er aus seiner Wohnung in Paris aus der rue Blomet 45 hinaustrat, als Hausnummer auf der gegenüberliegenden Straßenseite an einem Gebäude gesehen. Bei dem Gemälde L’Addition (Die Rechnung) von 1925, so Hubertus Gaßner, stellen die Zahlen „die systematische Chiffrierung einer literarischen Quelle“ dar. Die rechts oben vor dem verschwimmenden Farbraum erscheinende Zahlenfolge bezieht sich auf den 1902 erschienenen Roman Le Surmâle (Der Übermann) von Alfred Jarry. Mirós Rechnung bezieht sich auf das „Abzählen der Liebesakte des ‚Übermannes‘, der angetreten ist, um in einem Experiment den Rekord im Dauerbeischlaf von mehr als siebzig Orgasmen zu brechen.“ Klee und Miró sind sich nie persönlich begegnet, doch hatte Miró 1925 dessen Gemälde in einer Ausstellung der Pariser Galerie Pierre gesehen und schätzen gelernt. Sowohl Klee als auch Miró sind häufig mit der Bezeichnung „infantil“ kritisiert worden. Ein Nachbar war ab 1927 Hans Arp, dessen Werk mit geschwungenen organischen Formen Miró ebenfalls beeinflusste. Ein Beispiel ist Landschaft (Der Hase) aus demselben Jahr. Diese Formen, als Umriss oder volle Farbfelder, begleiteten Miró während seiner weiteren künstlerischen Laufbahn.

#### Collagen
In den Jahren 1924 sowie von 1928 bis 1929, in einer kurzen Phase, in der Miró die Malerei völlig aufgeben wollte, schuf der Künstler eine Anzahl von collagierten Arbeiten, wovon eines das Papier collée von 1929 ist. Von dieser Collage, geschaffen aus Teerpappe, Ölpapier und Tapetenresten, existieren im Gesamtwerk Mirós nur zwei weitere ähnliche Arbeiten, die mit denselben Materialien geschaffen wurden und in etwa dasselbe Format haben: ein Porträt von Georges Auric, das heute im Kunsthaus Zürich ausgestellt ist sowie ein Werk, das sich lange im Besitz des surrealistischen Dichters Georges Hugnet (1906–1974) befand. Ab 1931 wandelte Miró die Collagen weiter ab und begründete, neben Willi Baumeister, das sogenannte Materialbild, „indem sie mit Hilfe von Sand, Gips und Mörtel ihren Malereien eine reliefartig aufgeraute, plastische Wirkung“ gaben.

#### „Wilde Bilder“
Unter dieser Bezeichnung fasste Miró die von ihm selbst so genannten Bilder ab 1934 zusammen. Ursache waren die unsicheren politischen Verhältnisse in Spanien und das Aufkommen des Faschismus. In einer Serie von 15 Pastellen auf Velourspapier zeigte er schmerzverzerrte, verdutzte, bestienhafte Individuen, hauptsächlich Frauen. 1935 entstand das Materialbild Strick und Personen I, das sowohl die Collagen als auch die Wilden Bilder weiterführt. Der auf dem Gemälde aufgebrachte echte gewundene Strick ist ein Symbol der Gewalt. Man Ray schrieb in seiner Autobiografie, dass der Gebrauch des Seils mit einer angedrohten Erhängung Mirós im Atelier von Max Ernst zu tun habe, als Miró trotz Aufforderung zur Beteiligung in einer Diskussion beharrlich schwieg. Das Anfang 1934 fertiggestellte Bild Schwalbe/Liebe, in dem sich scheinbar im freien Fall befindliche Figuren und die Wortelemente „Hirondelle“ und „Amour“ mit verschlungenen Linienzügen verbinden, bewirkt dagegen ein Gefühl der Offenheit und des Loslassens. Im Oktober 1935 malte er mit Mann und Frau vor einem Kothaufen ein Gemälde in düsterer Atmosphäre; vor einem statuenhaft aufgerichteten Kothaufen steht ein verfremdet gemaltes Paar mit extrem hervorgehobenen Geschlechtsteilen.

#### Werke zur Zeit des Bürgerkriegs – „Barcelona-Serie“
Unmittelbar vor und zu Beginn des Spanischen Bürgerkrieges (1936–1939), der den Künstler weiterhin in seinem Schaffen beeinflusste, schuf Joan Miró zwischen Juli und Oktober 1936 die noch zur „wilden Phase“ zählende 27 Bilder umfassende Serie Pintures damunt masonita (Bilder auf Masonit). Eine Rückkehr zum Realismus folgte 1937 mit Stillleben mit altem Schuh; alltägliche Motive wie Schuh, Brot, ein Apfel, der von einer wie eine Waffe aussehenden Gabel durchstochen wird, wirken wie eine apokalyptische Vision. Für die Weltausstellung in Paris 1937 entstand das heute verschollene Monumentalgemälde Le faucheur (Der Schnitter) sowie das Plakat Aidez l’Espagne (Helft Spanien), beide mit revolutionären Motiven gegen die faschistischen Putschisten General Francisco Francos. Der Siebdruck wurde für einen Franc verkauft, der Erlös ging an die republikanische Regierung in Madrid. Danach folgte die Arbeit an der Barcelona-Serie, 50 Lithografien in Schwarz, geschaffen in aggressiver Manier aus den Jahren 1939–1945, sie wurden herausgegeben von Joan Prats, einem langjährigen Freund Mirós und Kunstmäzen im Umkreis Barcelonas.

#### „Konstellationen“
Zwischen 1940 und 1942 schuf Joan Miró die 23 Blätter umfassende Serie Konstellationen, es handelt sich um Gouachen, in denen inmitten eines dichten Gewebes aus Kreisscheiben und linearen Zeichen größere Figuren, die häufig Frauen und Vögel darstellen, eingebettet sind. Die Serie hatte in ihrer neuartigen All-Over-Struktur mit den sich wiederholenden Elementen und der Anwendung automatischer Zeichnung großen Einfluss auf die amerikanische Kunstentwicklung in der New York School. Die Resultate dienten später ihrerseits als Inspirationsquelle für Miró. Bezüglich der Konstellationen gab es jedoch auch Vorwürfe, Miró habe in schwerer Zeit mit dieser Serie „Harmlosigkeit“ und eine „Stereotypie der Unschuld“ geschaffen. Ähnliche Vorwürfe wie die des „Dekorateurs“ und „Organisators farbiger Oberflächen“ hat auch Henri Matisse – die Maler kannten und schätzten sich – ertragen müssen. Wie Matisse setzte Miró in den Konstellationen die Farbe auf der Fläche frei und benutzte Schwarz als Farbe, wollte die Fläche jedoch im Gegensatz zu Matisse mit dem Gewimmel von Figuren und Zeichen in Bewegung setzen. Matisse’ Arbeiten waren einfacher zu identifizieren.

#### Monochrome Bilder
Von 1955 bis 1959 widmete sich Miró ganz der Keramik, erst 1960 nahm er die Malerei wieder auf. Es entstanden Serien auf weißem Grund sowie das Triptychon Bleu I, II, III aus dem Jahr 1961, das fast vollständig monochrom blau ist und ein wenig an die Bilder von Yves Klein erinnert. Nachdem er die blaue Farbe aufgetragen hatte, unterbrach er kontrolliert den Farbraum mit minimalistischen Zeichen, Linien, Punkten und Pinselstrichen, indem er die Farben mit der „Besonnenheit der Gebärde eines japanischen Bogenschützen“ (Miró) auftrug. Diese Gemälde erinnern an Mirós Werke aus der Zeit um 1925, als er monochrome Gemälde, wie die Danseuse II (Tänzerin II), mit wenigen empathischen Akzenten schuf. „Für mich ist es wichtig, ein Maximum an Intensität mit einem Minimum an Aufwand zu erreichen. Daher wird die Leere in meinen Bildern immer wichtiger“, lautete seine Aussage zu diesen Arbeiten.

#### „Lettres et Chiffres“ – Spätwerk
Ende der 1960er Jahre malte Miró eine ganze Reihe von großformatigen Tafeln unter dem Titel Lettres et Chiffres attirés par une étincelle (Buchstaben und Zahlen, von einem Funken angezogen). Auf einen malerisch marmorierten Farbraum setzte er, ähnlich wie bei L’Addition, vereinzelte, minimalistische, sich wiederholende lettristische und numerische Zeichen – die von Mirós Interesse für konkrete Poesie und serielle Musik zeugen –, im Gegensatz zu früher, ganz wenige Chiffren, wie das T oder 9 die „wie im Kosmos um den andersfarbigen Fleck, den Funken des Titels, gravieren.“
Eine fünfteilige Serie, die Toiles brûlées (Verbrannte Leinwände) aus dem Jahr 1973, drückten Mirós Zorn gegen die Kommerzialisierung der Kunst aus. Er zerstörte zum Teil die mit Farbpulver versehene Leinwand, indem er diese mit einem Gasbrenner bearbeitete, und drehte während des Brandes das Bild nach rechts und links, bevor er löschte. Im selben Jahr entstand Mai 1968, es wirkt mit den Spuren geplatzter Farbbeutel, den Abdrücken von Mirós Händen und den intensiven Farben wie ein Nachruf auf die Pariser Studentenunruhen aus dem Jahr 1968. Weiterhin schuf Miró das Gemälde Frau mit drei Haaren und Vögeln, das seine Malweise aus den 1925er bis 1930er Jahren wieder aufnahm. Das Spätwerk ist gekennzeichnet durch seine Farbgebung aus wenigen reinen Farben unter starkem Einsatz der Farbe Schwarz. 1979 wurde eine Serie von 18 Farblithografien gedruckt mit dem Titel Hommage a Gaudí. In den letzten Jahren seines Lebens widmete er sich zudem der alten katalanischen Kunst der künstlerischen Verarbeitung von Wandteppichen und entwarf Bühnenbilder.

#### Buchillustrationen
Unter den zahlreichen Künstlerbüchern, die Miró seit den 1930er Jahren geschaffen hat, sei als Beispiel das 1958 erschienene illustrierte Gedicht Paul Éluards genannt. Es trägt den Titel A toute épreuve, wurde bei Gérald Cramer, Genf, veröffentlicht und enthält 80 meist farbige Holzschnitte Mirós. Es gilt als sein schönstes illustriertes Buch. Die Verkaufsauflage betrug 80 Exemplare. Das Gedicht Paul Éluards ist erstmals 1930 in der Édition Surréalistes in Paris abgedruckt worden.

### Objets trouvés, Skulpturen, Keramik, Wandteppiche
„Eines geht ins andere über. Alles bildet eine Einheit. Es gibt keine Domäne, die verschieden ist von anderen. Alles ist miteinander verkettet.“

#### Objets trouvés – Skulpturen

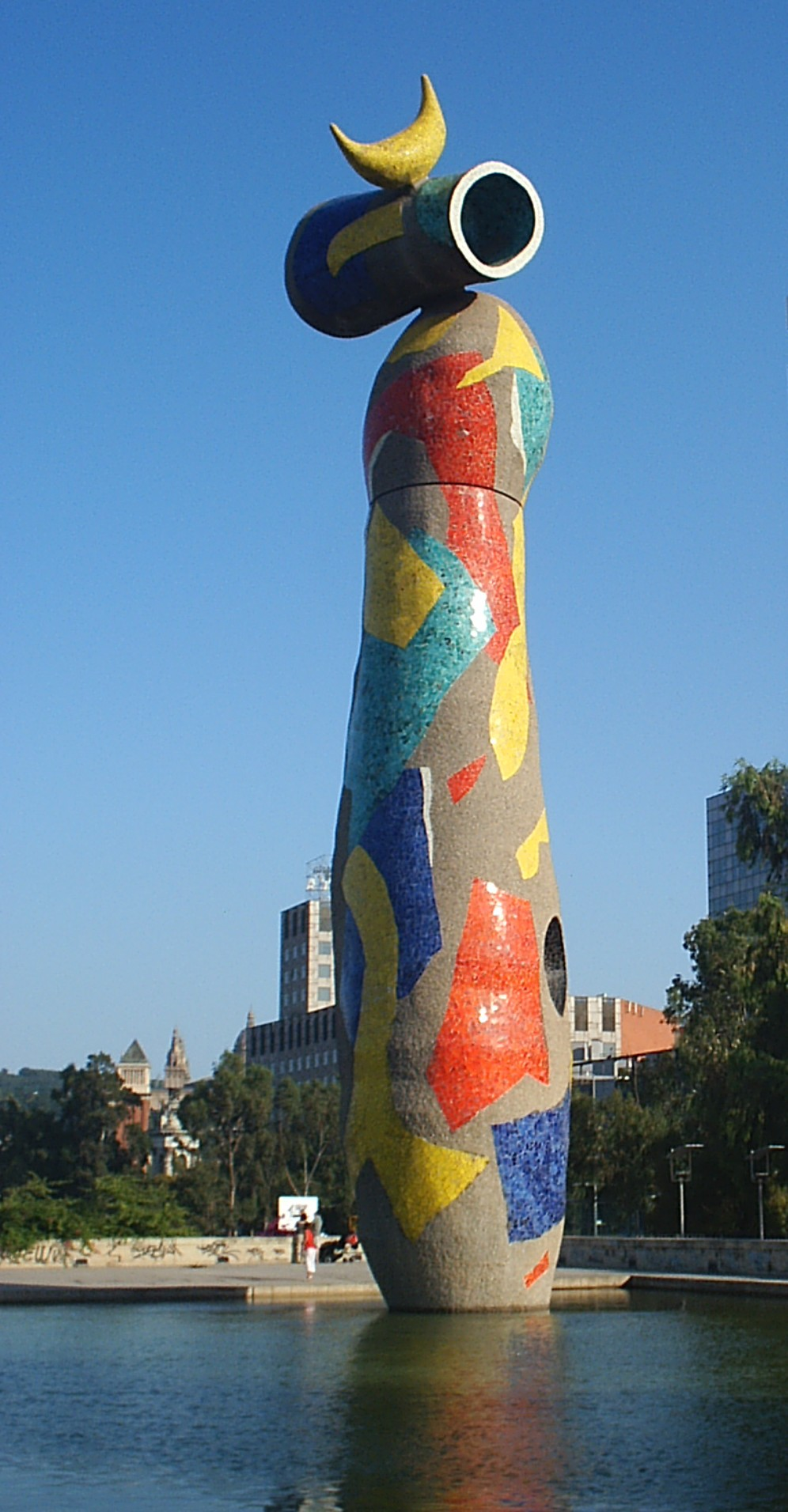
Dona i Ocell (Frau und Vogel), 1982, Keramikkacheln, Barcelona

Ab 1928 entstanden die ersten größeren und kleineren surrealistischen Skulpturen und Objekte, sogenannte „Peinture-objets“ sowie das „Sculpture-objet“ von 1931, bestehend aus einem Holzblock und daran befestigte, teilweise bemalte vorgefundene Objekte, wie ein Korkbrocken, eine Jakobsmuschel und ein Eisenring. Seit 1931 konzentrierte sich Miró, ebenso wie die surrealistischen Künstler Max Ernst, Salvador Dalí, René Magritte und Yves Tanguy, auf das vorgefundene Objekt, das Objet trouvé. Die 180 cm hohe objekthafte Assemblage mit dem Titel Personnage von 1931 (zerstört), ein großer schwarzer Regenschirm, der ein Möbelteil mit großem Stabpenis bekrönte, erfuhr bei der Ausstellung im Salon des Indépendants erhebliche Aufmerksamkeit, wobei das damalige Publikum, wie auch bei späteren dreidimensionalen Arbeiten des Künstlers, die „unverhohlen erotische Anspielung“ lobte.
Seit dem Jahr 1966 schuf Miró größere Skulpturen in Bronze, wobei er sich in der Formgebung an die 20 Jahre vorher erfundenen Formen hielt. Die erste Skulptur des Künstlers ist Oiseau solaire (Sonnenvogel) und stammt aus diesem Jahr. Ein Jahr später entstanden Skulpturen, die aus Fundgegenständen in Bronze gegossen und bemalt wurden. Einige Werke, wie Insektenfrau (1969), erinnern mit ihrer rauen Oberfläche an Skulpturen Alberto Giacomettis. Für die Esplanade de la Défense in Paris schuf Miró 1978 Betonskulpturen und von 1979 bis 1980 arbeitete er an einem figürlichen Modell für eine fünfzehn Meter hohe, farbige Plastik im Central Park in New York. Weitere Skulpturen im öffentlichen Raum folgten. Die Monumentalskulptur Miró’s Chicago, ursprünglich genannt Die Sonne, der Mond und ein Stern, ist etwa zwölf Meter hoch und besteht aus den Materialien Stahl, Draht, Bronze, Beton und Keramikkacheln. Das unweit der 1967 entstandenen Skulptur Chicago Picasso in Chicago stehende Werk wurde am 21. April 1981 enthüllt. 1982 folgten weitere Monumentalskulpturen, Dona i Ocell (Frau und Vogel) in Barcelona sowie Personnage et oiseaux (Figur und Vögel) in Boston.

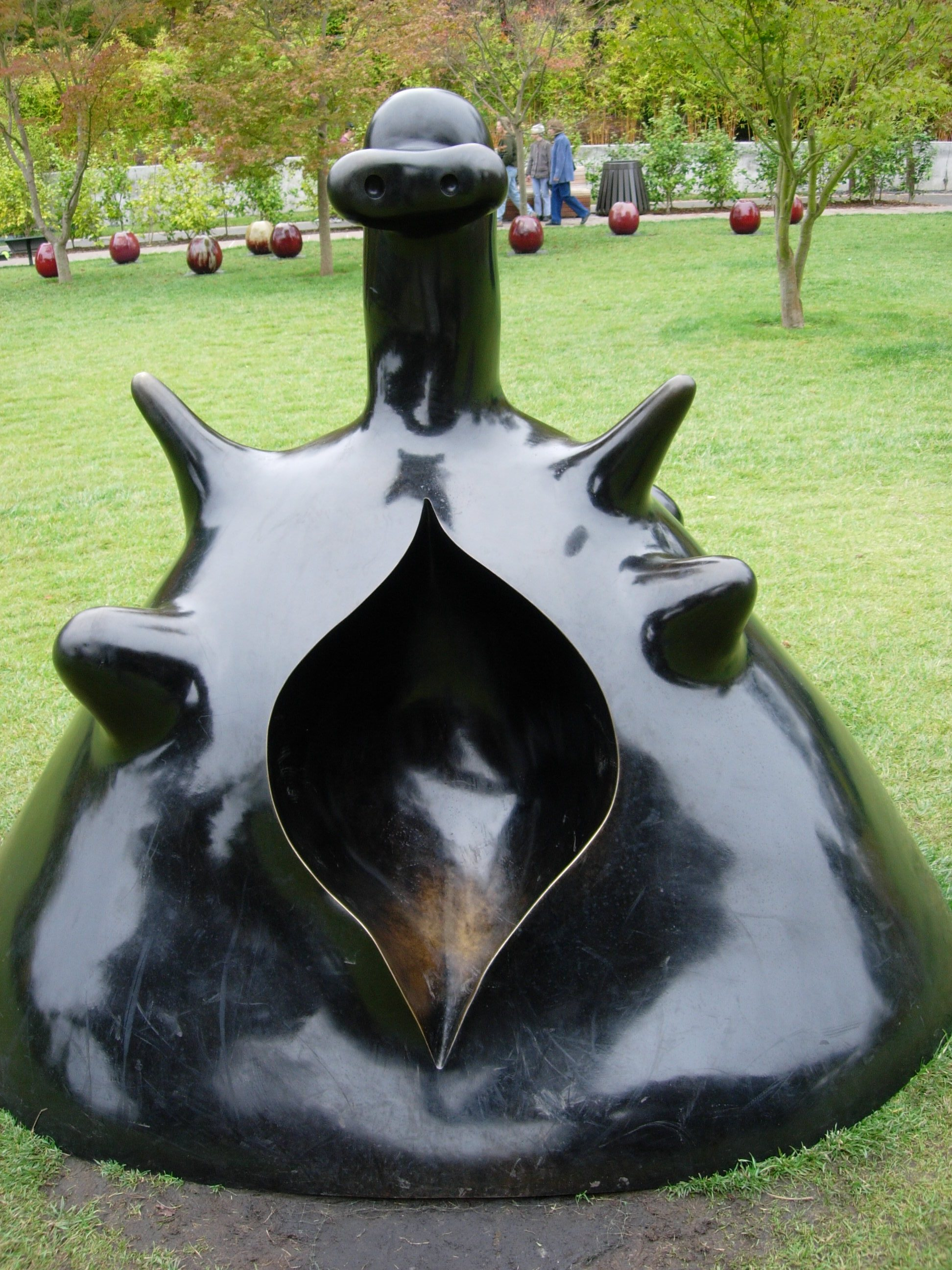
Grande Maternité (Große Mutterschaft), 1967, Bronze, San Francisco
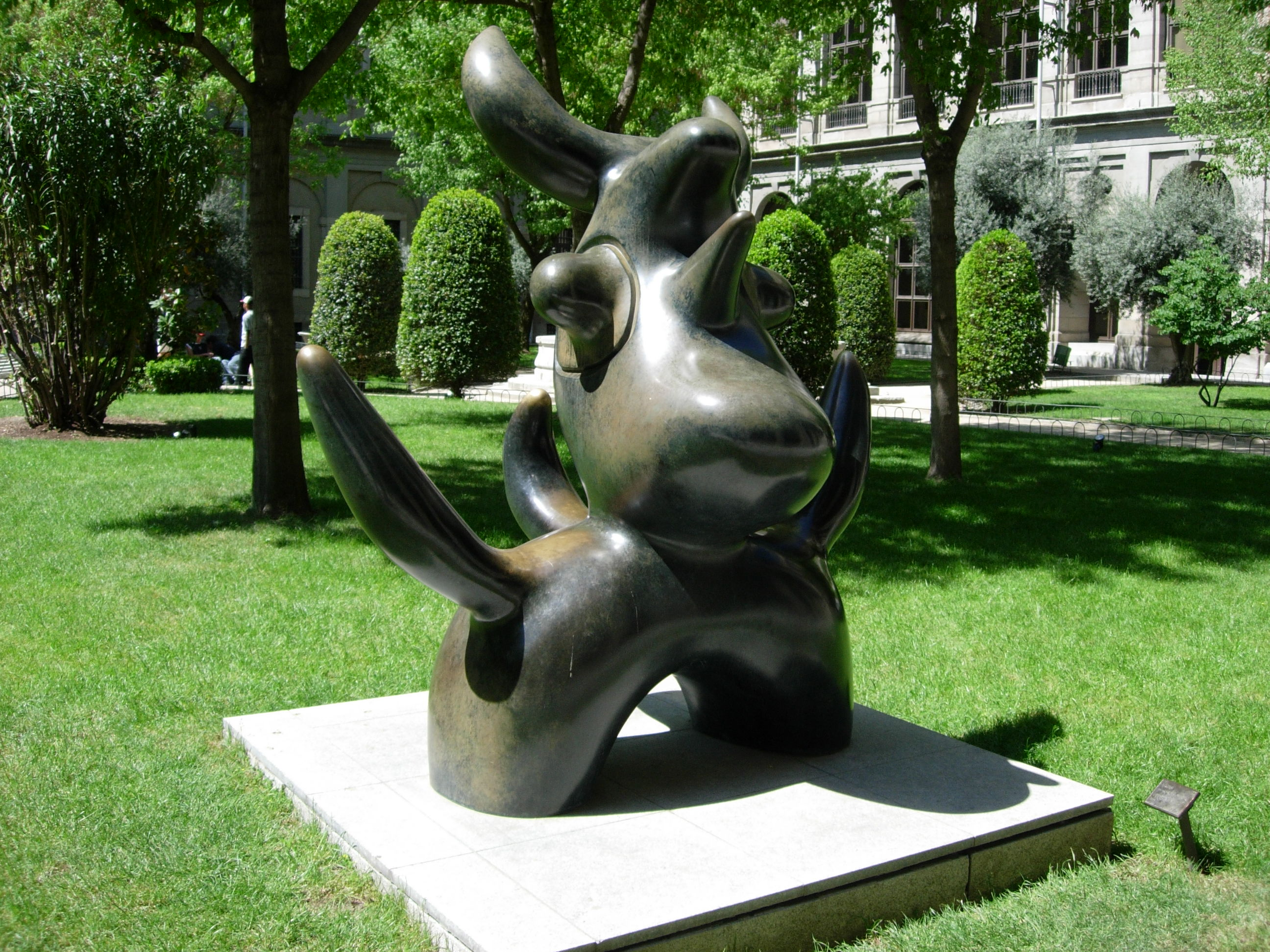
L’Oiseau lunaire (Mondvogel), 1967, Bronze, Museo Reina Sofía, Madrid
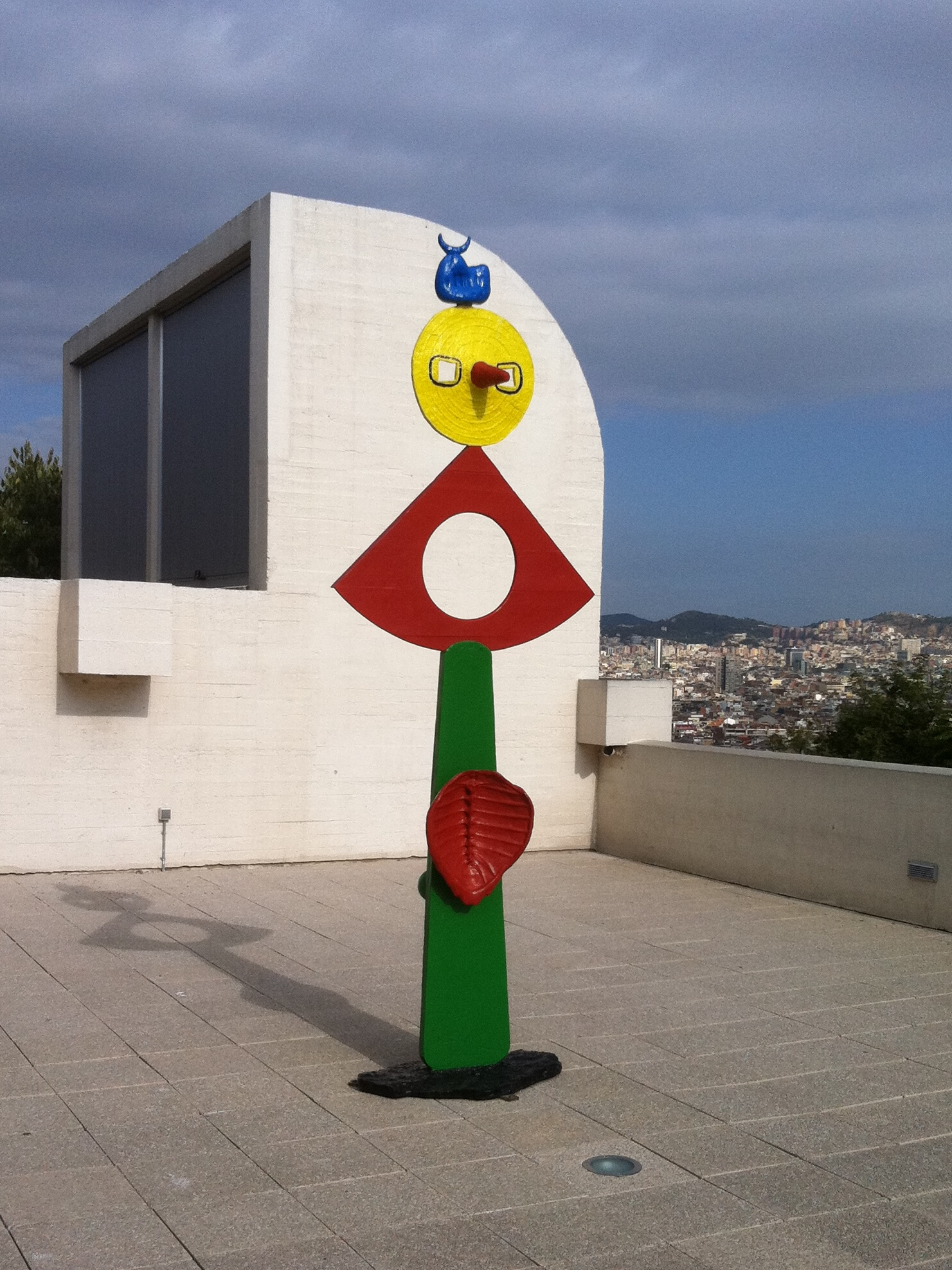
La carícia d’un ocell, 1967, bemalte Bronze, Fundació Joan Miró, Barcelona
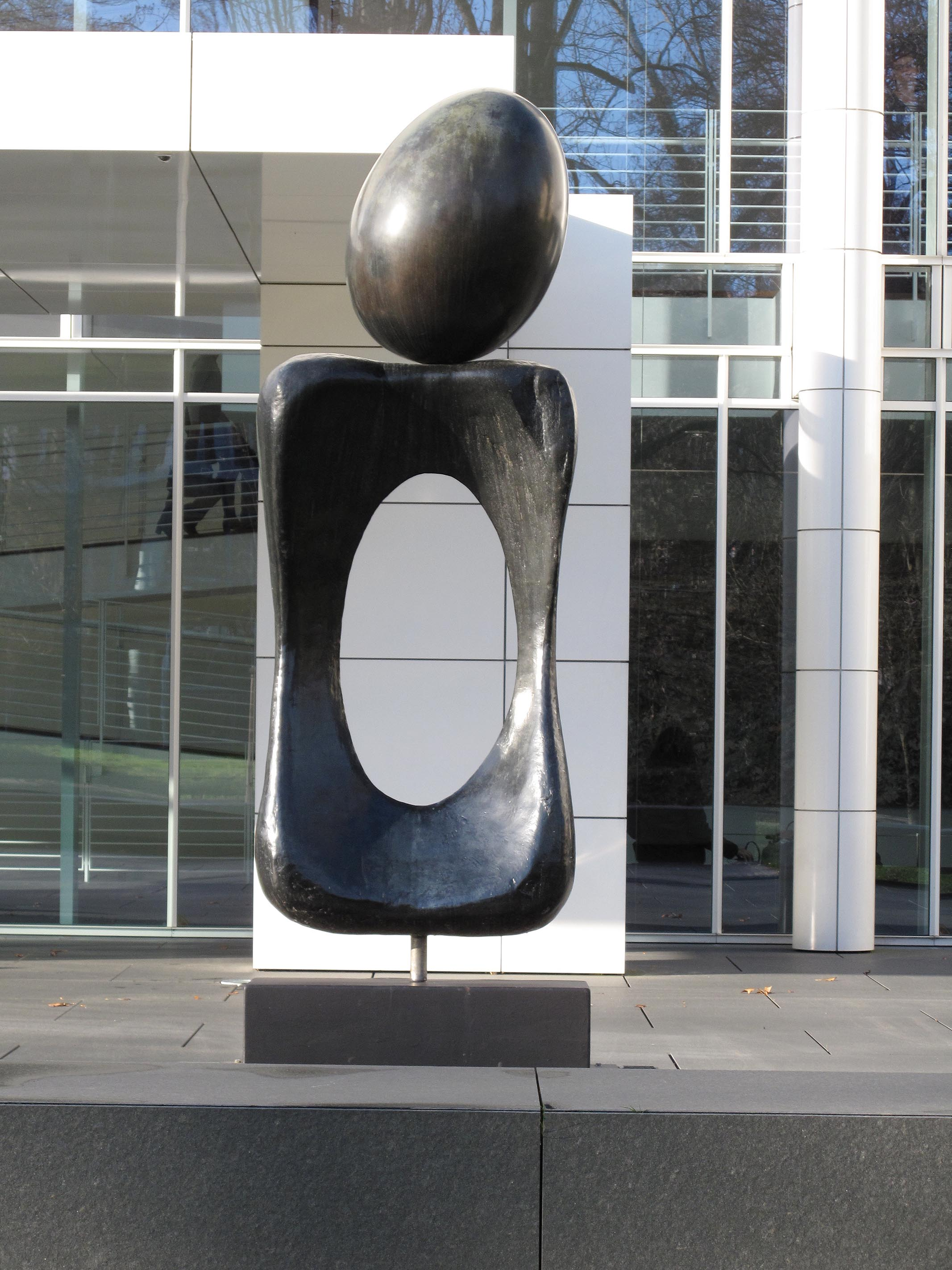
Femme (Frau), 1970, Bronze, vor dem Museum Frieder Burda, Baden-Baden
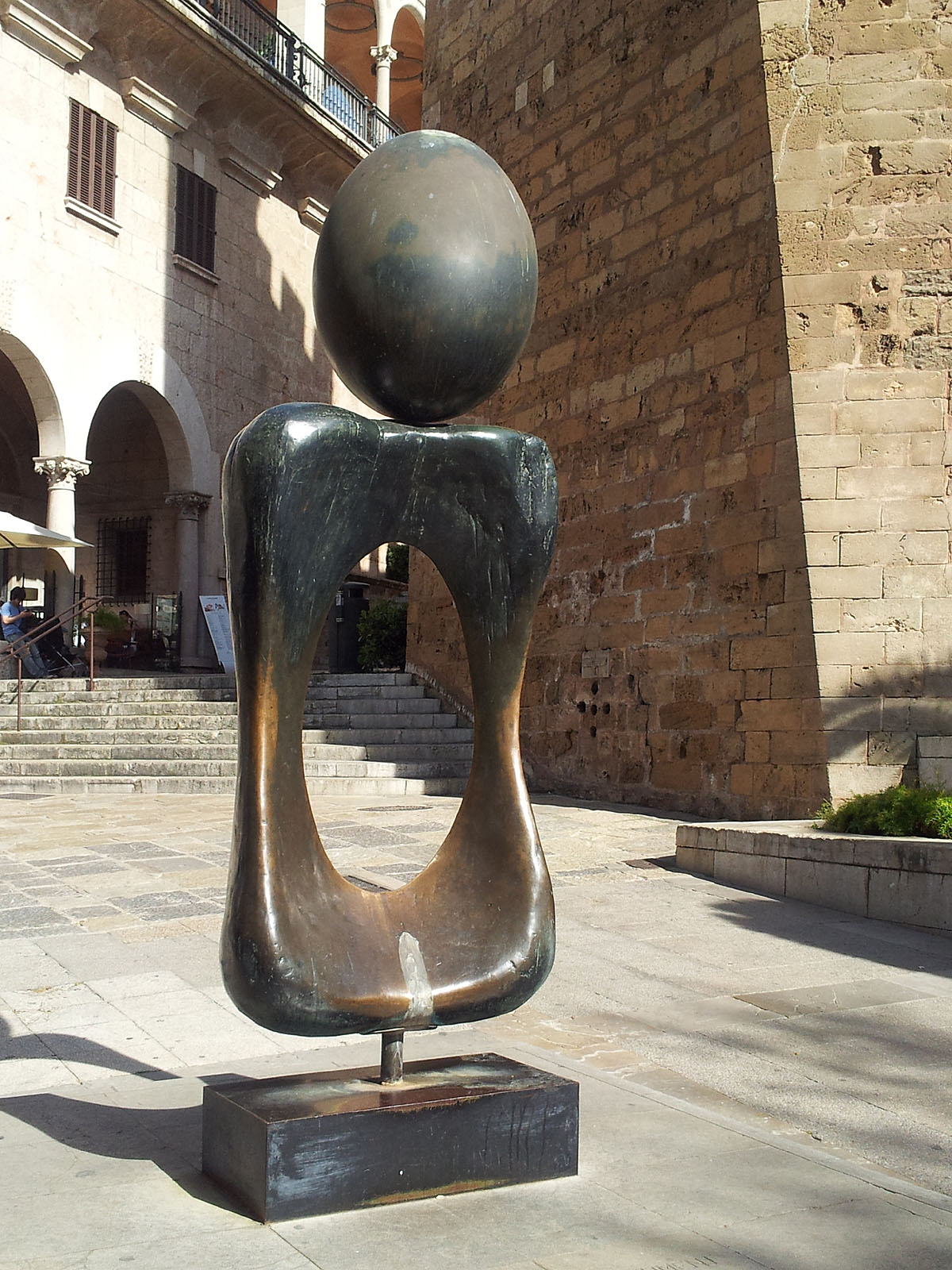
Femme (Frau), 1970, Bronze, im Parc de la Mar in Palma
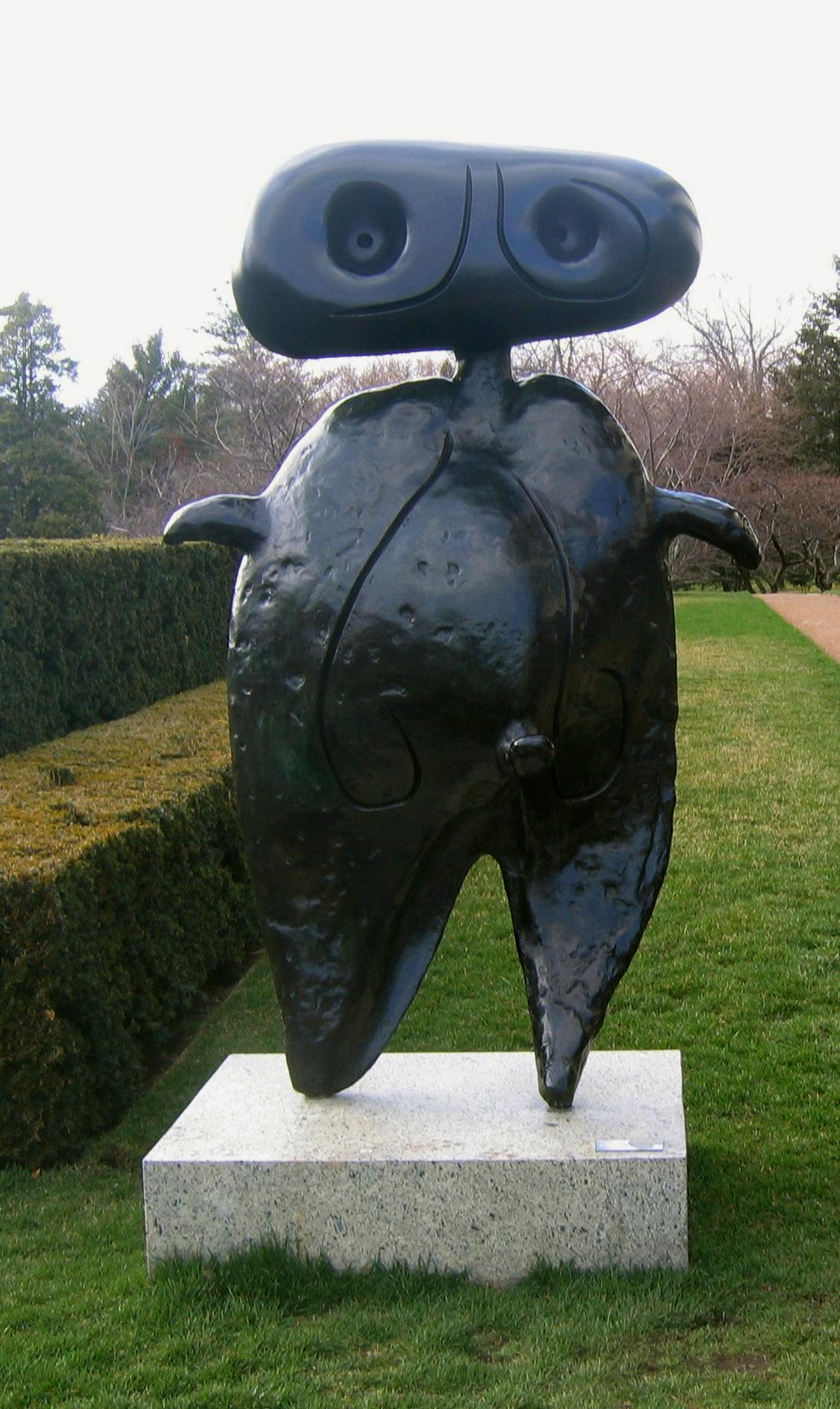
Personnage (Figur), 1970, Bronze, Donald M. Kendall Sculpture Gardens, Purchase, New York
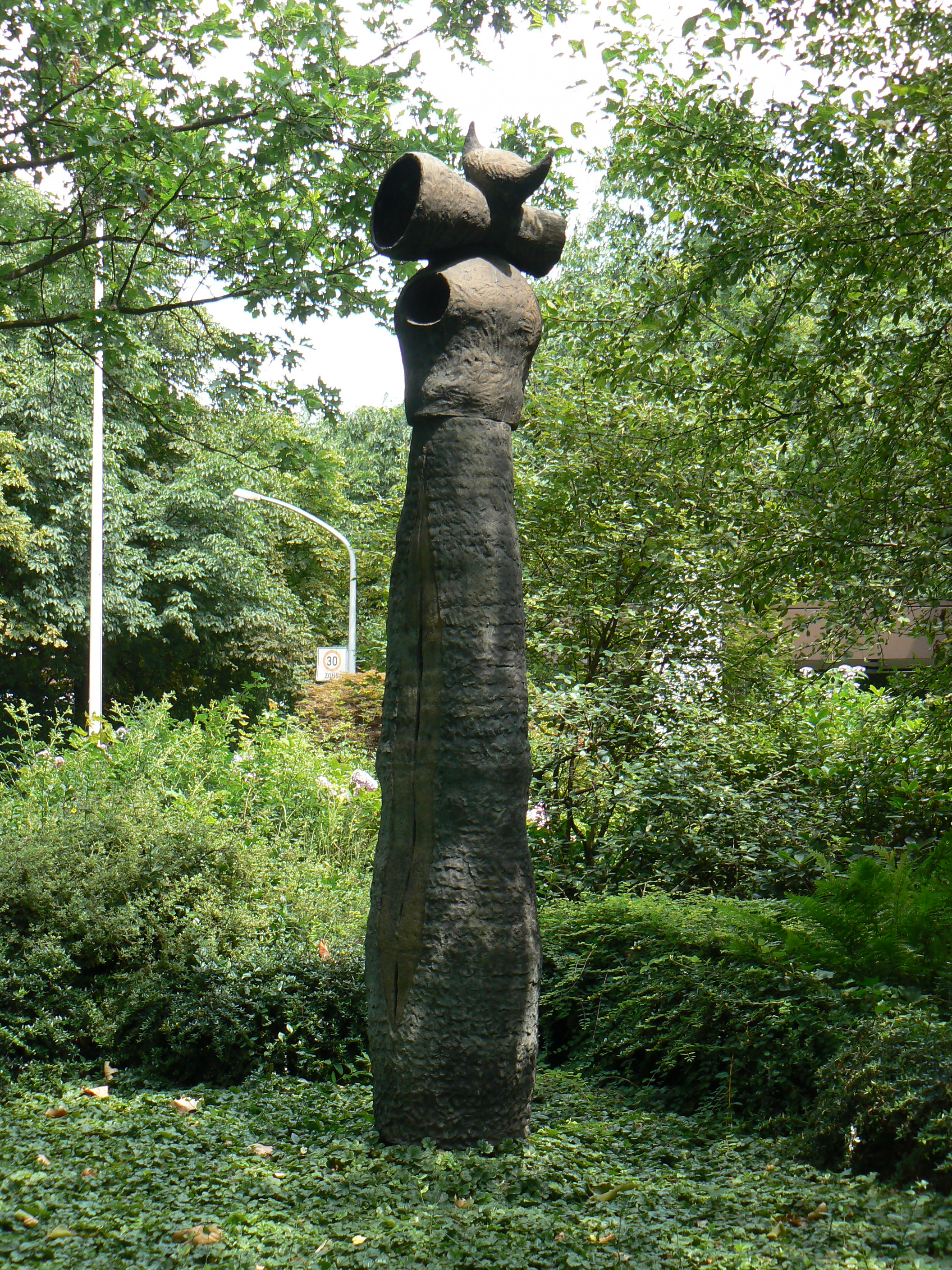
Personnage et oiseau, Bronze, 1971, Duisburg
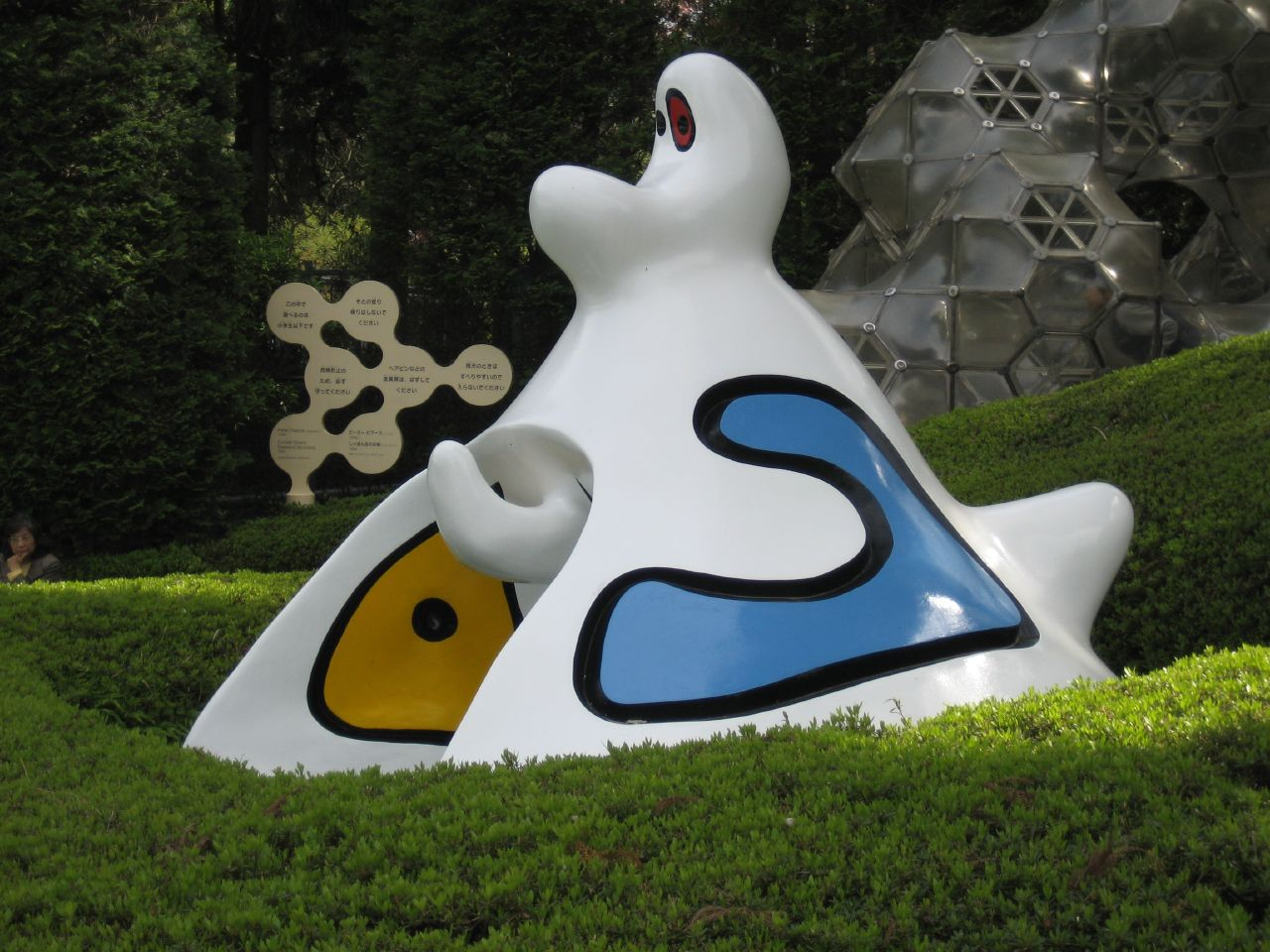
Personnage (Figur), 1972, bemalte Bronze, Hakone Open Air Museum, Japan
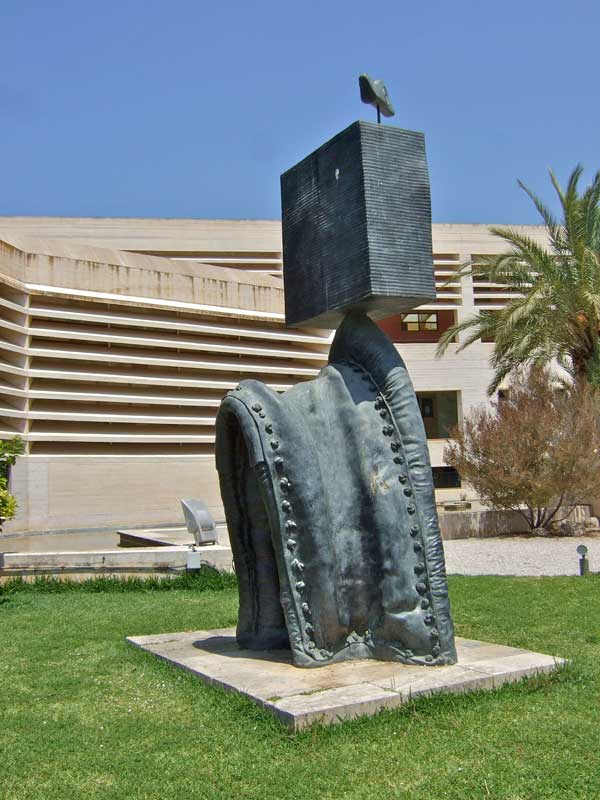
Personnage gothique (Gotische Figur), 1976, Bronze, in der Miró-Stiftung, Palma
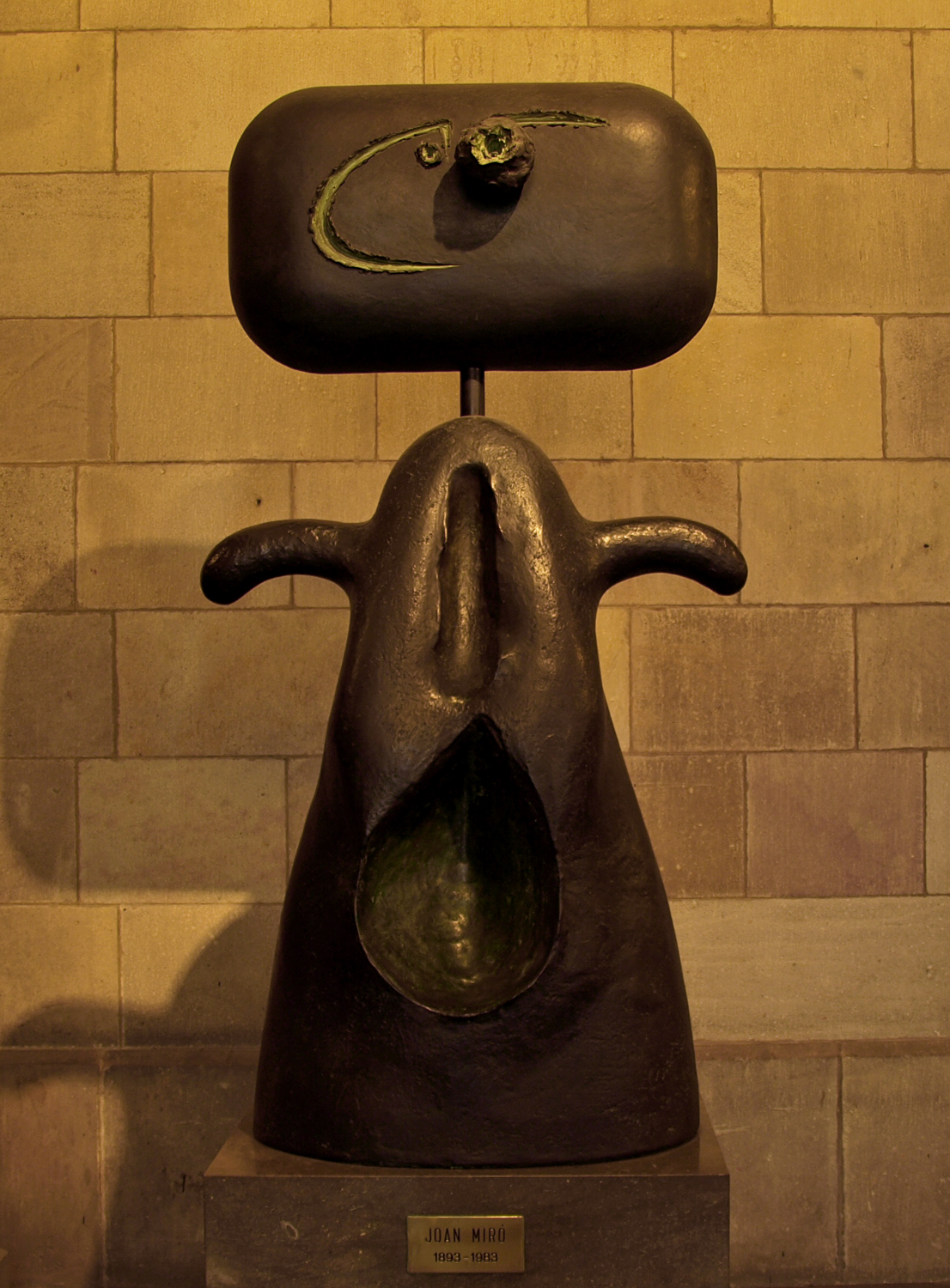
Femme (Frau), Bronze, 1981, Rathaus von Barcelona

#### Keramik

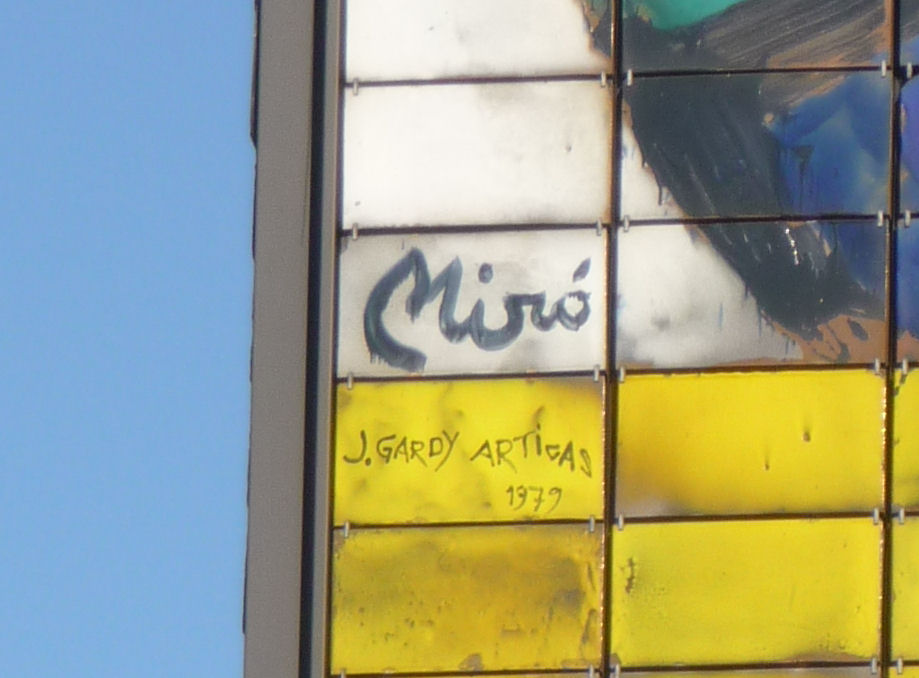
Signatur von Miró und Artigas in Ludwigshafen am Rhein, 1979

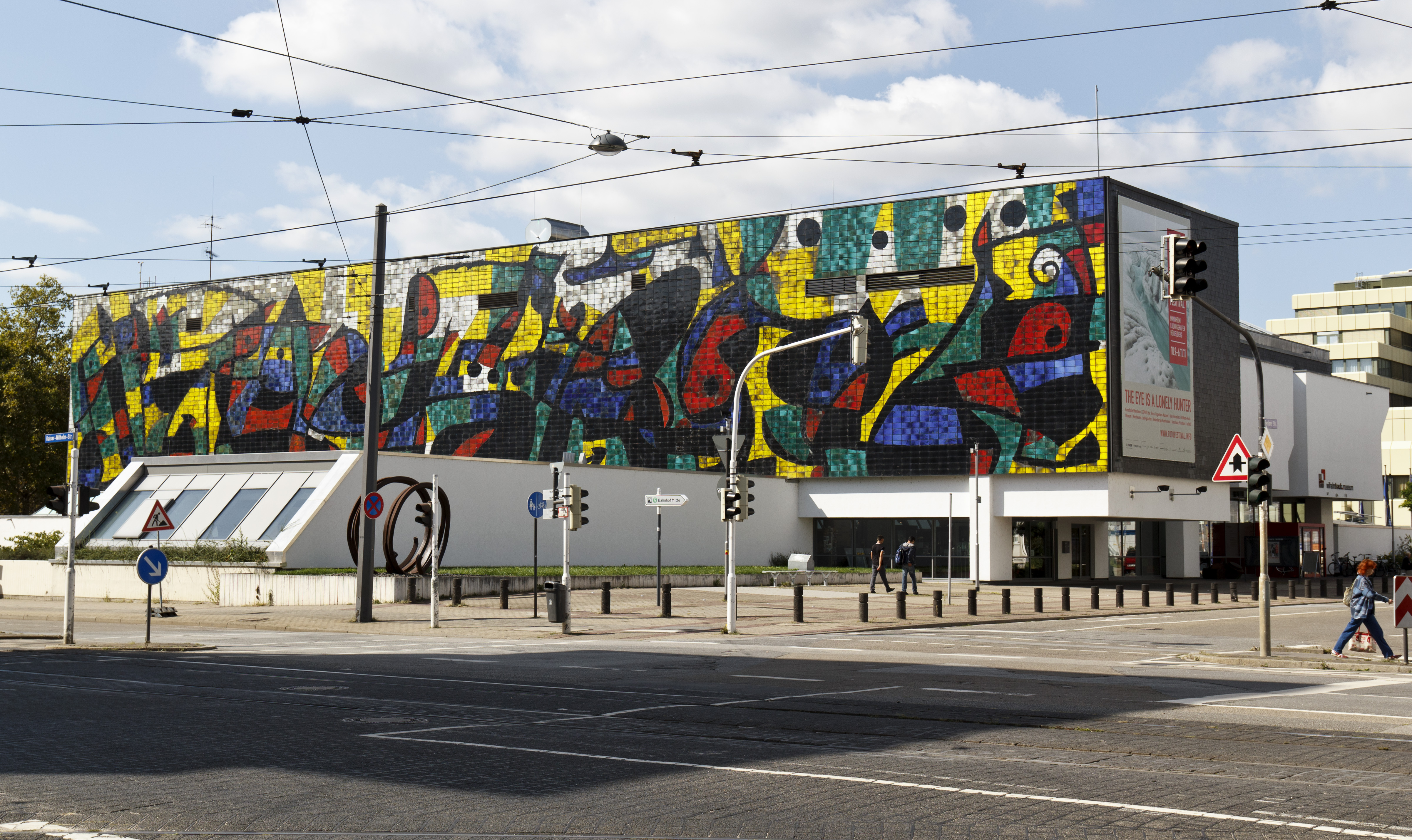
Wand des Wilhelm-Hack-Museums in Ludwigshafen am Rhein

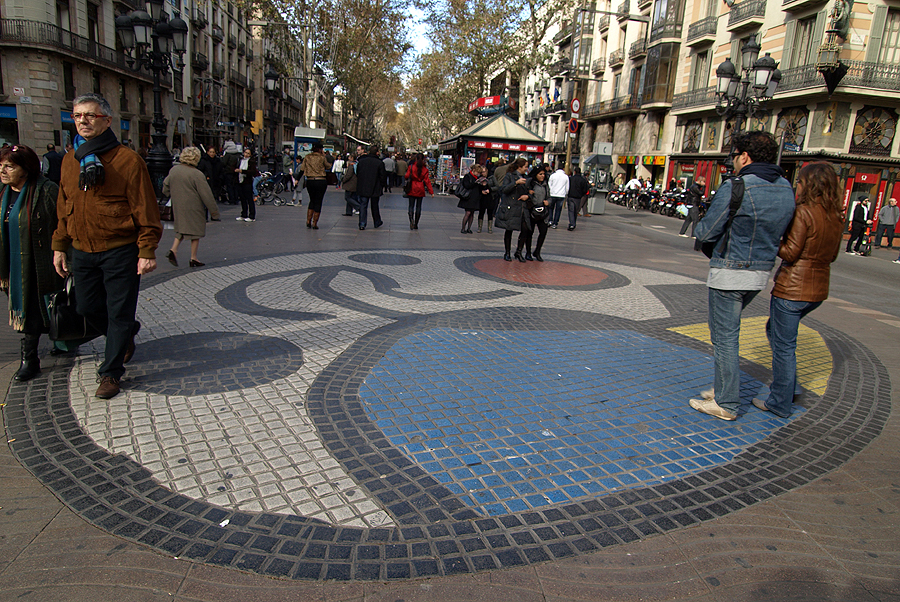
Pla de l'Os, Barcelona 1971

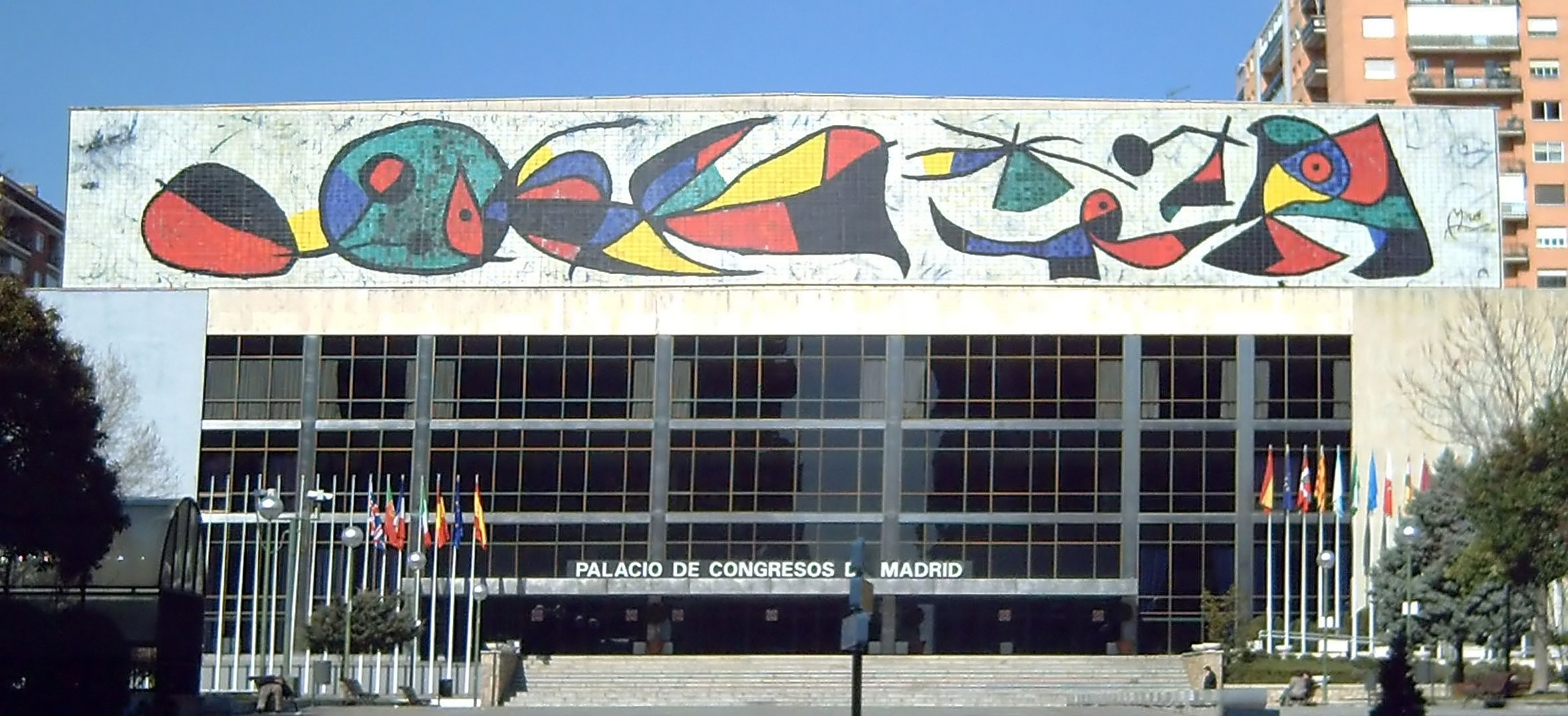
Mosaikwand des Kongresszentrums in Madrid

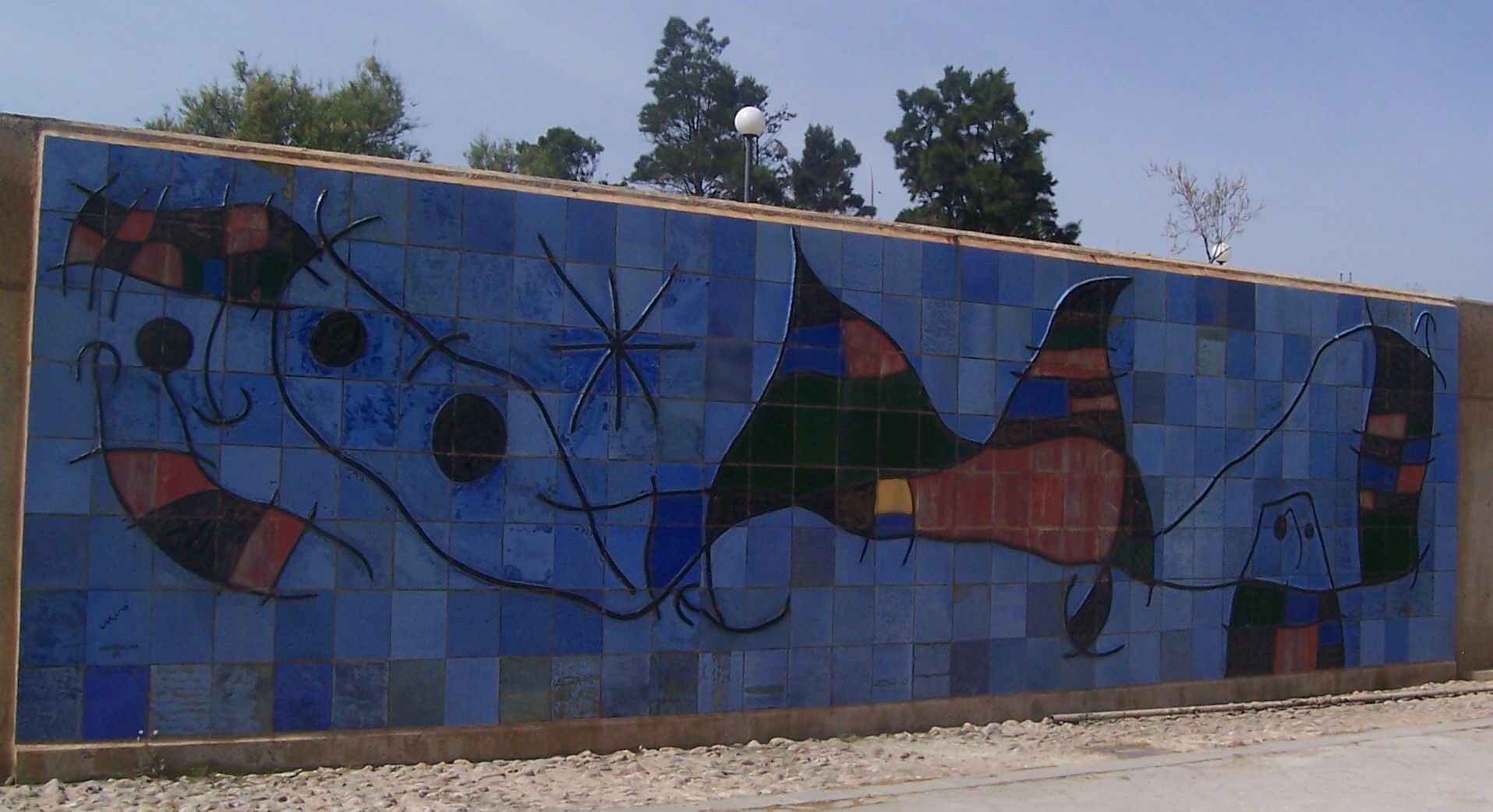
Die Keramikwand Mirós in Palma de Mallorca

Gemeinsam mit Josep Llorens i Artigas arbeitete Miró ab 1944 an Keramiken und Keramikvasen, wobei Artigas den Ton aussuchte und die Farben herstellte, die Miró auf die Glasur auftrug. Zehn Vasen wurden ausgeführt, wovon fünf 1947 in der Galerie Pierre Matisse in New York ausgestellt wurden. Außerdem begann er sich auf die Herstellung von Druckgrafik zu spezialisieren. Von 1954 bis 1958 war das Arbeiten mit diesen Medien sein Hauptarbeitsfeld. Mit Artigas und dessen Sohn Joan Gardy-Artigas schuf Miró eine monumentale Keramikwand für das UNESCO-Gebäude in Paris. Sie brauchten drei Jahre nach dem 1955 vergebenen Auftrag, um das Werk fertigzustellen. Es besteht aus zwei Teilen: Die Wand der Sonne ist 3 Meter hoch und 15 Meter lang, die kleinere Wand des Mondes ist bei gleicher Höhe mit 7,5 Metern halb so lang. Miró schrieb zu seiner Planung, die von den Höhlenbildern von Altamira, die er im Jahr 1957 besichtigt hatte, und Gaudís Park Güell inspiriert war:

„So kam mir der Gedanke, als Gegensatz zu den enormen Betonwänden eine mächtige, intensiv rote Scheibe auf die große Mauer zu setzen. Die Entsprechung auf der kleineren Mauer sollte ein blauer Halbmond sein, der durch die beschränktere und intimere Fläche bestimmt wurde. […] Ich suchte einen kraftvollen Ausdruck für die große, und einen mehr poetischen für die kleine Mauer.“

Die mit dem Guggenheim Award ausgezeichnete Keramikwand der UNESCO steht in der Gegenwart nicht mehr im Freien, sondern ist zum Schutz vor Wetterschäden von einer Gebäudehülle umgeben. Weitere großformatige Keramikwände finden sich beispielsweise in der Fondation Maeght (1968), am Flughafen in Barcelona (1970); eine weitere Miró-Wand schmückt das Wilhelm-Hack-Museum in Ludwigshafen, die 1979 fertiggestellt wurde, gefolgt 1980 von einer Wand für das Palacio de Congresos in Madrid. In seinem Todesjahr 1983 entstand eine Keramikwand in seinem Wohnort Palma, gelegen im „Parc de la Mar“ vor der Kathedrale La Seu.

#### Wandteppiche
1974 schuf Miró einen Wandteppich für das World Trade Center in New York. Ursprünglich hatte er den Auftrag abgelehnt, befasste sich daraufhin jedoch mit der Webtechnik und stellte weitere Werke dieser Art her. Der Wandteppich wurde ein Opfer des terroristischen Anschlags vom 11. September 2001. Er war einer der teuersten Kunstgegenstände, die durch die Attacke auf die Zwillingstürme zerstört wurden. Zur Fertigstellung und Eröffnung der Fundació Joan Miró im Jahre 1975 stiftete der Künstler mehrere seiner Zeichnungen, Bilder, Keramiken und Grafiken und „schuf speziell für die Fundació einen großen aufwändigen Wandteppich […].“ In einer experimentellen Weise entstanden die Sobreteixims, Textilbildwerke, in die Malerei und Gegenstände eingearbeitet sind. Sie ähneln daher mehr der Collage oder der Skulptur. 1977 folgte in Zusammenarbeit mit Josep Royo ein großer Teppich für die National Gallery of Art in Washington.

### Bühnenbilder und -kostüme, Glasfenster

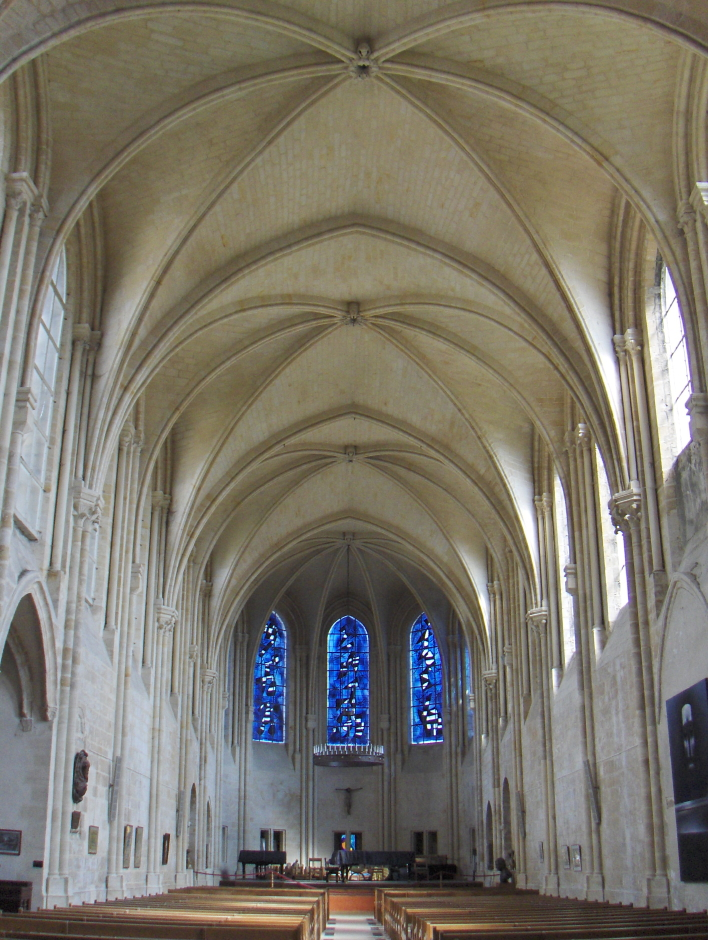
Glasfenster in Senlis

Bereits im Jahr 1926 fertigte Miró zusammen mit Max Ernst die Dekorationen für das von den Ballets Russes aufgeführte Ballett Romeo et Juliette, und 1932 schuf er die Dekoration und die Kostüme für Jeux d’enfants, mit der Musik von Georges Bizet und der Choreografie von Léonide Massine. Im Jahr 1978 kehrte Miro zur Theaterarbeit zurück, als er Puppen und Masken realisierte von Mori el Merma für das Claca Teatre, nach Ubu Roi von Alfred Jarry. Die Erstaufführung fand im Gran Teatre del Liceu von Barcelona statt. 1981 entstanden Bühnenbilder und Kostüme für das Pantomimenballett Miro, l’uccello luce mit dem Text von Jacques Dupin.
Einem neuen Medium widmete sich Miró Mitte der 1970er Jahre. Gemeinsam mit dem Glaskünstler Charles Marcq entstanden 1976 drei Glasfenster für die Kapelle Saint Frambourg in Senlis, die aus dem 12. Jahrhundert stammt. Sechs weitere Fenster folgten für die Fondation Maeght in Saint-Paul de Vence im Jahr 1979.

### Mirós Bildsymbole
Symbole wie Schnecke, Frau, Blume und Stern beschreiben im Werk Mirós die essentiellen Bereiche Fauna, Mensch, Flora und Kosmos, mit denen Joan Miró sich zeitlebens auseinandergesetzt hatte.
1925 entstand das zu den Bild-Gedichten zählende Bild Étoiles en des sexes d’escargot (Sterne im Geschlecht von Schnecken). Der verschwommen wirkende ockerfarbene Bildgrund „erweckt den Eindruck einer traumhaft unbestimmten Räumlichkeit.“ Ein in der rechten oberen Bildecke schwebender schwarzer Stern mit abwärts gerichtetem Schweif wird von einer roten Kreislinie, in die von unten her eine schwarze Trapezform eindringt, umschlossen. Die linke obere Seite des Bildes zeigt in blauer Farbe in „kreisrunder Schreibbewegung“ eine „Andeutung leichter Wölkchen“ und die Inschrift Étoiles en des sexes d’escargot. Den ockerfarbenen Bildgrund durchziehen „unregelmäßige Formen wie dunkle Schatten oder Kriechspuren.“ Bei Miró sind die Funken des Kometenschweifs symbolisch meist als männliche Samen zu deuten, „die im Bezugsfeld eines sexuellen Kosmos bzw. einer ins Kosmische erweiterte Sexualität“ als „Zeichen ihre Vieldeutigkeit entfalten.“
Seit den 1930er Jahren bleiben Mirós in unterschiedlichen Materialien verwendete Symbole wie beispielsweise Sterne, Kometen, Sonnen, Monde als Zeichen des Universums nahezu unverändert. Neben diesen Symbolen gibt es Insekten, Leitern als Zeichen für Flucht, flammende Herzen, männliche und weibliche Genitalien. Letztere sind unter anderem oft dargestellt durch Spinne, Auge, Ei. Die sexuellen Körperteile bilden das Begehren als Triebenergie künstlerischer Schöpferkraft ab. Das häufigste Bildmotiv bei Miró ist Femme et oiseau (Frau und Vogel), wobei der Vogel Begehren ausdrückt. Er wird oft als Halbmond abgebildet und erinnert damit an das Attribut der griechischen Göttin der Jagd und der Fruchtbarkeit Artemis (römisch: Diana).

### „Ermordung der Malerei“
Wann Mirós oft zitierter Begriff „assassinat de la peinture“ („Ermordung der Malerei“) geprägt wurde, steht nicht genau fest. Sicher ist nur, dass er ihm bereits in Maurice Raynals 1927 erschienenem Buch über französische Malerei zugeschrieben wurde und im Umfeld der dadaistischen Kunstidee zu sehen ist. So gab es auf der Ersten Internationalen Dada-Messe 1920 ein Plakat mit der Inschrift: Die Kunst ist tot. Es lebe die Maschinenkunst Tatlins. Miró steigerte die Aussage um den Begriff „Mord“, ein Zeichen seiner Verachtung für konventionelle, den Vorstellungen der Bourgeoisie entsprechende Malmethoden, die er seit den 1930er Jahren zum Ausdruck brachte. Stattdessen wollte er im Sinne einer Erneuerung mit seinem Werk und den von ihm entwickelten Bildelementen „die Malerei ermorden.“

„Die Surrealisten haben, wie man weiß, den Tod der Malerei verordnet. Ich will den Mord.“

Dem Künstler ging es zu diesem Zeitpunkt vor allem um die Anerkennung der Konstruktionen (Constructions, als Steigerung der Collages) im Gegensatz zur herkömmlichen Malerei, die als dekoratives Statussymbol Einzug in die großbürgerlichen Wohnzimmer gehalten hatte. In dem Gespräch äußerte Miró weiter: „Die Malerei befindet sich seit dem Höhlenzeitalter auf dem Niedergang“, was Mirós Biograf Jacques Dupin auf den Künstler übertrug, denn für ihn war Miró um 1930 bis 1932 in eine Krise geraten und an einen Tiefpunkt seiner Kunst angekommen. So hielt Dupin die Collagen und Montagen jener Zeit für symbolische Selbstverstümmelungen, für Anti-Malerei. Dies bezog sich nicht nur auf die Objekte, wie Strick, Holz oder Puppenschuh, die Miró in seine Gemälde einbrachte, sondern gleichfalls auf die unterschiedlichen Materialien wie Fotos, Sand oder Velourspapier als Untergrund.
Mirós rebellische Haltung gegenüber der kommerzialisierten Kunst steigerte sich mit zunehmendem Alter und erreichte 1973 ihren Höhepunkt in der fünfteiligen Serie Verbrannte Leinwände. In diesen großformatigen Gemälden schreckte er (ähnlich dem italienischen Maler Lucio Fontana) nicht davor zurück, ganze Flächen mit der Lötlampe herauszuschneiden. In einem Interview mit Santiago Amon, abgedruckt im El País, Semanal im Juni 1978, antwortete Miró auf die Frage nach seiner Motivation für diese brachiale Technik:

„Aber wie ich es schon anderweitig gesagt habe, war der wahre Grund der, daß ich mir einfach das Vergnügen gönnen wollte, den Leuten, die in der Kunst allein ihren kommerziellen Wert sehen – all denjenigen also, die glauben und behaupten, daß ihre Werke ein Vermögen wert sind, einmal ‚Scheiße!‘ entgegenzurufen.“

## Rezeption

### Darstellungen von Zeitgenossen
„Nach mir bist du es, der neue Türen öffnet […]“

Salvador Dalí, dem der neun Jahre ältere Miró ab 1927 die für die Pariser Kunstszene wichtigen Kontakte zu den Kunsthändlern Pierre Loeb und Camille Goemanns vermittelte, wurde zwei Jahre später von seinem Landsmann in den inneren Kreis der Surrealisten um André Breton eingeführt.
Dalí bezeichnete Mirós Malerei als „zu grandios für die dumme Welt unserer Künstler und Intellektuellen.“ Er stellte ihn als einen Erneuerer der Kunst dar, der nur mit Picasso vergleichbar sei; für ihn verkörpere er die „Osmose zwischen Surrealismus und Realität, grenzenlos geheimnisvoll, dazu fähig uns mit der lebendigsten Intensität ferner und ergreifend magischer Schöpfungen in den Bann zu ziehen.“
Der Surrealist André Breton, der in den frühen 1920er Jahren Miró noch als kindlich bezeichnet hatte, sah ihn später als Maler des reinen Automatismus an und schrieb in seinem Werk Der Surrealismus und die Malerei aus dem Jahr 1967: „Vielleicht ist es gerade das, weshalb er als der ‚surrealistischste‘ von uns gelten kann […] Keiner ist so geschickt wie er, das Unvereinbare zu vereinen, ist so gleichgültig, etwas zu zerstören, bei dem wir nicht einmal den Wunsch wagen, es zerstört zu sehen.“
Der Kunstkritiker Clement Greenberg, der Miró während dessen Aufenthalt in New York 1947 kennengelernt hatte, bezeichnete sein Werk als zu dekorativ, dennoch habe er der Welt eine Lektion in „Farbe“ gegeben. Diese Kunst gehöre in das Reich des Grotesken, so wie es vom Kunsttheoretiker John Ruskin im 19. Jahrhundert definiert wurde: „Komponiert aus zwei Elementen, eines lachhaft, das andere erschreckend.“ Mirós Werk sei demnach Ruskins scherzhaftem Grotesken zuzuordnen, da er es in allem eher humoristisch als erschreckend fände. Er beschrieb ihn als kurzen, kompakten, eher wortkargen Mann mit kurz geschorenem Haar, blasser Haut, flinken Augen und Bewegungen. Er sei leicht nervös, gleichzeitig unpersönlich in der Gesellschaft von Fremden. Es sei die Frage, was diesen Bourgeois zur modernen Malerei, der Rive Gauche und zum Surrealismus gebracht haben könnte.
Antoni Tàpies, Katalane wie Miró, jedoch jüngerer Künstlergeneration, schrieb 1969 voller Bewunderung, dass Miró die Reinheit und Unschuld des Schöpfungstages wiedergefunden habe, indem er es vom Ballast der Jugend befreit hatte: „Gegen ein von Göttern geschaffenes und beherrschtes Universum stellte uns Miró das immerwährende Wogen, das wechselvolle und unendliche Fließen der Natur. Gegen unveränderliche Gesetze stellte er Rhythmen […]; gegen die drückende, mit Tabus besetzte Enge die Helle des offenen Raumes. Angesichts des monströsen Übermuts der Machthaber zeigte er, daß wir alle gleich sind, weil wir alle aus dem Feuer der Sterne gemacht sind. […] Damit die Dinge wüchsen und besser würden, müsse die Liebe alles durchdringen, sagte er uns.“

### Einfluss auf den Abstrakten Expressionismus
In den 1940er Jahren kam es in den Vereinigten Staaten zu einem künstlerischen Umschwung, der nach Jahren des sozialkritischen Amerikanischen Realismus zu einem Neubeginn – „dem Wunsch, bei Null anzufangen“ (Barnett Newman) – führte, dem abstrakten Expressionismus. Künstler wie Barnett Newman, Jackson Pollock, Mark Rothko, Clyfford Still und Franz Kline fanden ihre Vorbilder in Miró, Masson und Max Ernst, in deren kontrolliertem psychischen Automatismus, beim gelenkten Zufall, nicht unbedingt in deren Techniken. Die freien Farbverläufe Mirós aus den 1920er Jahren beeinflussten besonders Pollock. In den 1960er Jahren wurde wiederum Miró inspiriert durch Pollocks Action Paintings und den abstrakten Expressionismus Rothkos und Robert Motherwells, beispielsweise in dem Triptychon Blau I–III (1961); jedoch sind Mirós Formen trotz höchster Reduktion der Natur verpflichtet und keine abstrakten Gebilde. Weiterhin inspirierte Miró Künstler wie beispielsweise den irisch-amerikanischen Maler Matt Lamb und Arshile Gorky, die New York School mit ihrem abstrakten Expressionismus sowie den Deutschen Otmar Alt.

### Filme über Miró
In den Jahren 1971 bis 1974 entstanden Dokumentarfilme, die von der Edition Maeght 2005 auf einer DVD zusammengefasst wurden. Lithographie d’une affiche ist ein achtzehnminütiger Farbfilm von Clovis Prévost unter Mitarbeit von Carles Santos, der 1971 in einem Atelier der Druckerei „Arte“ in Paris gedreht wurde. Die Kamera fixiert den Entwicklungsprozess zur Verbesserung einer Lithografie. 1973 folgte Miró Sculpteur. Dieser Film, wiederum von Clovis Prévost, zeigt die Arbeit an der Skulptur L’oiseau au plumage rougeâtre annonce l’apparition de la femme éblouissante de beauté. Die Dreharbeiten erfolgten im Atelier der Gießerei Clémenti in Meudon. Dauer des Films: 38 Minuten. Miró parle heißt der sechsundzwanzigminütige Film von Prévost und Santos, der im Atelier Joan Mirós, Son Boter, in Palma im Jahr 1974 gedreht wurde. Das Interview führten Carles Santos und Pere Portabella. Miró spricht hier über sein Leben und Werk; er betont darin die Wichtigkeit, die Paris und die rue Blomet in seinem Leben eingenommen hat, als er Masson und die surrealistischen Dichter traf, die ihm neue Türen für sein Werk öffneten.
Im Jahr 1978 wurde der Dokumentarfilm Miró: Theatre Of Dreams unter der Leitung von Robin Lough gedreht. Der knapp einstündige Film zeigt den 85-jährigen Künstler bei der Arbeit und in seinem Wohnort Palma; in Interviews mit seinem Biografen Roland Penrose beschreibt er seine Erinnerungen an Künstlerkollegen wie Picasso, Breton, Ernst, Masson und Tanguy und berichtet über seine Mitarbeit an der Produktion der katalanischen Theatergruppe „La Claca“.

### Miró auf dem Kunstmarkt
Auf Auktionen erreichen Joan Mirós Werke oft hohe Preise: 29 Millionen Euro wurde für Étoile Bleue am 19. Juni 2012 bei Sotheby’s in London erzielt. Es ist aktuell damit der höchste Preis, der jemals für ein Werk von Miró gezahlt wurde, und war somit unter den 50 teuersten Gemälden der Welt aufgelistet.
Die Beliebtheit seiner Werke ermuntern Fälscher, „echte Mirós“ anzubieten. Schätzungen gehen davon aus, dass in den grafischen Kategorien zwischen 40 und 50 Prozent Fälschungen auf dem Kunstmarkt angeboten werden; bei Ölgemälden sind es etwa zehn Prozent weniger. Mit Vorliebe werden die Künstler der klassischen Moderne gefälscht. Die Liste der Fälschungen führen neben Salvador Dalí Werke von Pablo Picasso, Joan Miró und Marc Chagall an.

### Miró im Alltag und in der Musik

Das ESPAÑA-Logo

Miró war es ein Anliegen, kunstinteressierte Menschen mit seinem Werk zu erreichen, daher ließ er ab den späten 1950er Jahren in Saint-Paul-de-Vence und Barcelona druckgrafische Serien erstellen. Auch in der Gegenwart sind die Werke des Künstlers so beliebt, dass sowohl viele Kunstdrucke mit Abbildungen seiner Werke angeboten werden als auch Puzzles, beispielsweise das 1000-teilige Puzzle mit dem Werk Der Tanz des Harlekins. Miró-Motive schmücken Teller, Becher und Tassen aus Porzellan. Liebhaber in Sachen Duft können das Parfum „Miró“ kaufen, es wird in zwei Duftnoten angeboten. Der Flakonverschluss und die Verpackung erinnern an die Motive des Künstlers.

„la Caixa“-Logo

1966 entwarf er für Raimon, einen der bedeutendsten systemkritischen Liedermacher der Nova Cançó, das Plattencover für das Album Cançons de la roda del temps.
Das drittgrößte Kreditinstitut Spaniens, la Caixa, verwendet seit 1980 ein Unternehmenslogo, ein blauer Seestern mit einem gelben und einem roten Punkt, das einem Werk Joan Mirós entnommen ist. Das 1983 entworfene Logo „ESPAÑA“ dient gegenwärtig dem spanischen Fremdenverkehrsamt „Turespaña“ als Erkennungsmerkmal. Es zeigt eine Sonne, einen Stern und den Schriftzug „ESPAÑA“.
Das „Miró Quartet“ wurde 1995 gegründet. Das professionelle Streichquartett hat seinen Sitz in Austin, Texas. Seine Mitglieder sind Daniel Ching, Violine, Sandy Yamamoto, Violine, John Largess, Bratsche und Joshua Gindele, Violoncello.

### Museen und Stiftungen mit Bezug auf Miró

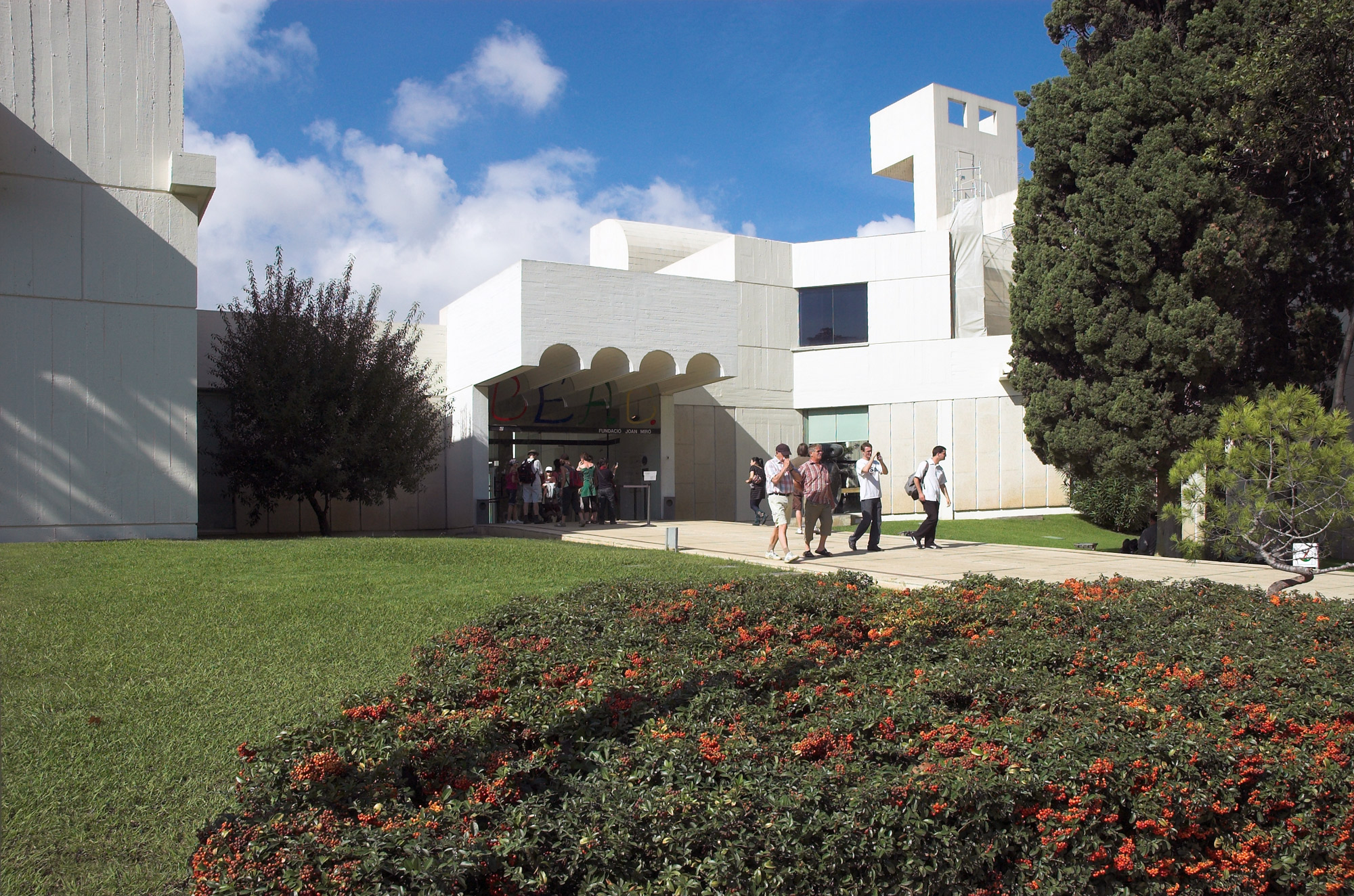
Die Fundació Joan Miró

Eingang zum Centre Miró in der Alten Kirche von Mont-roig

Im Jahr 1975 öffnete die Stiftung Fundació Joan Miró – Centre d’Estudis d’Art Contemporani, deren Gebäude in Barcelona von Josep Lluís Sert geplant wurde, ihre Pforten für die Öffentlichkeit. Dort ist eine große Anzahl von Gemälden, Skulpturen, Wandteppichen und Lithografien ausgestellt. Wechselnde Präsentationen moderner Kunst ergänzen Mirós Werk. Die Idee zu dieser Stiftung geht auf den Jugendfreund des Künstlers, Joan Prats i Vallès, zurück, der mit einer umfangreichen Schenkung den Grundstock zur heutigen Sammlung legte.
Im Jahr 1981 wurde die zweite Stiftung, die Fundació Pilar i Joan Miró a Mallorca, gegründet. Das Atelier Son Boter, die von Sert erbaute Werkstatt sowie ein im Jahr 1992 von dem Architekten Rafael Moneo erbautes Museum als Stiftungssitz in Cala Major, einem Vorort von Palma, das 2500 Werke des Künstlers zeigt, sind im Rahmen der Ausstellung zu sehen. Das ehemalige Wohnhaus Mirós, Son Abrines, ist gegenwärtig Privatbesitz und kann nicht besichtigt werden.
Seit 2004 bietet das Centre Joan Miró in Mont-roig del Camp (Provinz Tarragona) die Möglichkeit, Mirós Gesamtwerk über Mont-roig kennenzulernen – wenngleich ausschließlich anhand naturgetreuer Kopien. Seine Werke sind in Museen der ganzen Welt zu finden. Das Zentrum befindet sich in der Alten Kirche von Mont-roig del Camp, der Esglesia Vella. Der Künstler malte sie 1919 in seinem Bild Poble i església de Mont-roig (Dorf und Kirche von Mont-roig). Im Centro Miró gibt es ein Faltblatt, das die Bildthemen von Mirós frühen Werken auflistet, die Montroig zum Thema haben. Die Standorte, von denen aus er zeichnete, sind im Umkreis des Ortes mit großen Schildern markiert.

### Joan-Miró-Preis
Seit 2007 vergibt die Fundació Joan Miró gemeinsam mit der Fundació Caixa Girona zweijährlich den mit 70.000 Euro dotierten Joan-Miró-Preis. Den ersten vergebenen Preis erhielt im Jahre 2007 Ólafur Elíasson, gefolgt 2009 von der Schweizer Künstlerin Pipilotti Rist, 2011 von Mona Hatoum, 2013 von Roni Horn, 2015 von Ignasi Aballí, 2017 von Kader Attia, 2019 von Nalini Malani, 2023 von Tuan Andrew Nguyen und 2025 von Kapwani Kiwanga.
Von 1961 bis 1986 wurde in Barcelona jährlich ein Wettbewerb für den undotierten Premio Internacional de Dibujo Joan Miró (Joan-Miró-Preis für Zeichnung) veranstaltet zusammen mit einer Ausstellung von Arbeiten des Preisträgers und der Finalisten.

## Auszeichnungen (Auswahl)

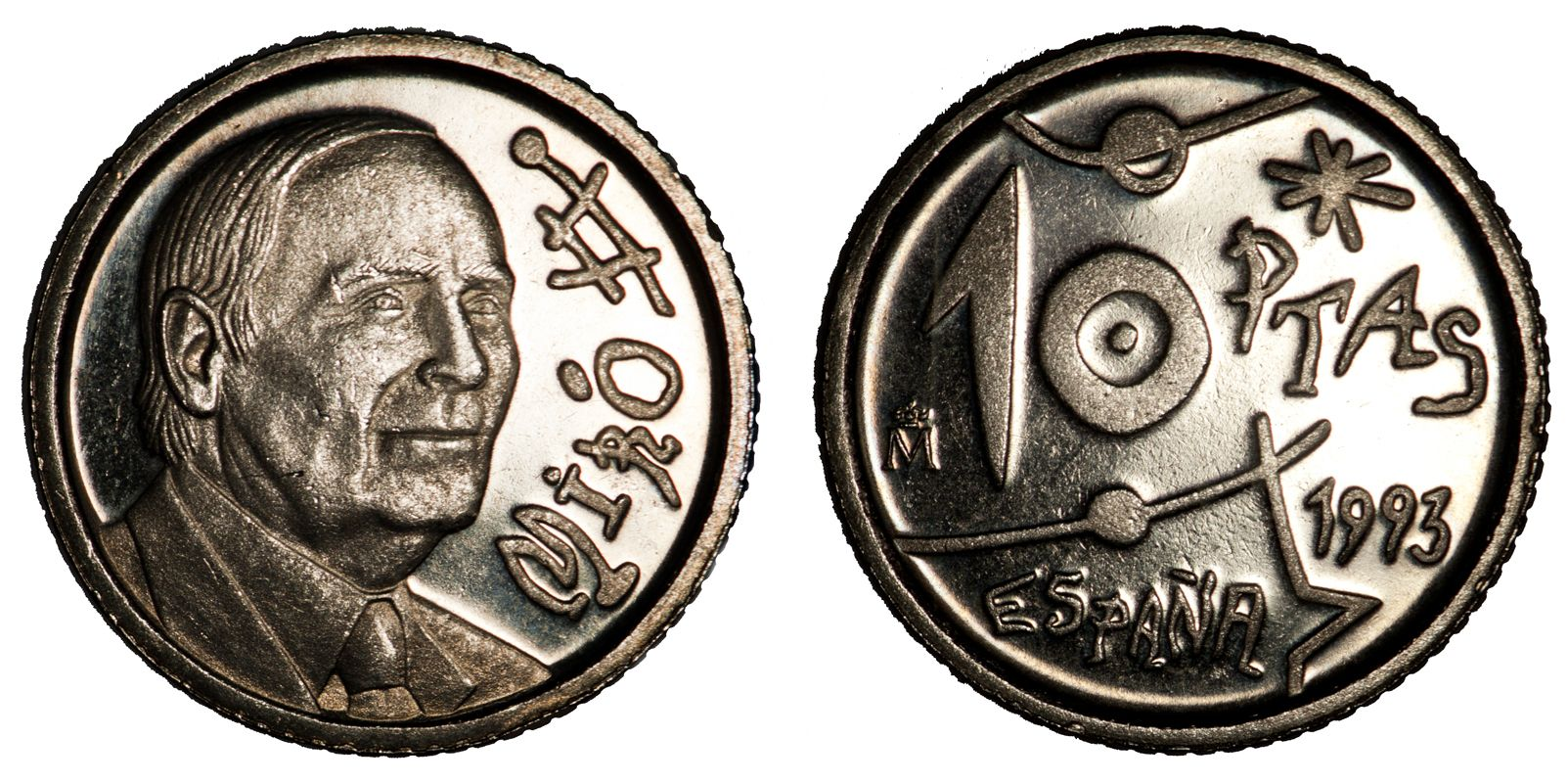
Münze im Wert von 10 Pesetas mit Porträt Mirós, 1993

- 1952: Ernennung zum Mitglied des Collège de ’Pataphysique in Paris
- 1954: Großer Preis für Grafik auf der Biennale in Venedig
- 1957: Beförderung zum Satrap[95] des Collège de ’Pataphysique in Paris
- 1958: Guggenheim International Award (verliehen 1959 durch US-Präsident Eisenhower)
- 1960: Mitglied der American Academy of Arts and Letters[96]
- 1961: Mitglied der American Academy of Arts and Sciences
- 1968: Ehrendoktortitel der Harvard University
- 1978: Goldmedaille der Generalitat de Catalunya
- 1978: Internationaler Antonio-Feltrinelli-Preis
- 1979: Ehrendoktorwürde der Universität von Barcelona
- 1980: Goldmedaille der Schönen Künste des spanischen Staats, verliehen durch Juan Carlos I.
- 1981: Mitglied der Académie royale des Sciences, des Lettres et des Beaux-Arts de Belgique[97]

## Ehrungen
- Passerelle Miró, Straßburg

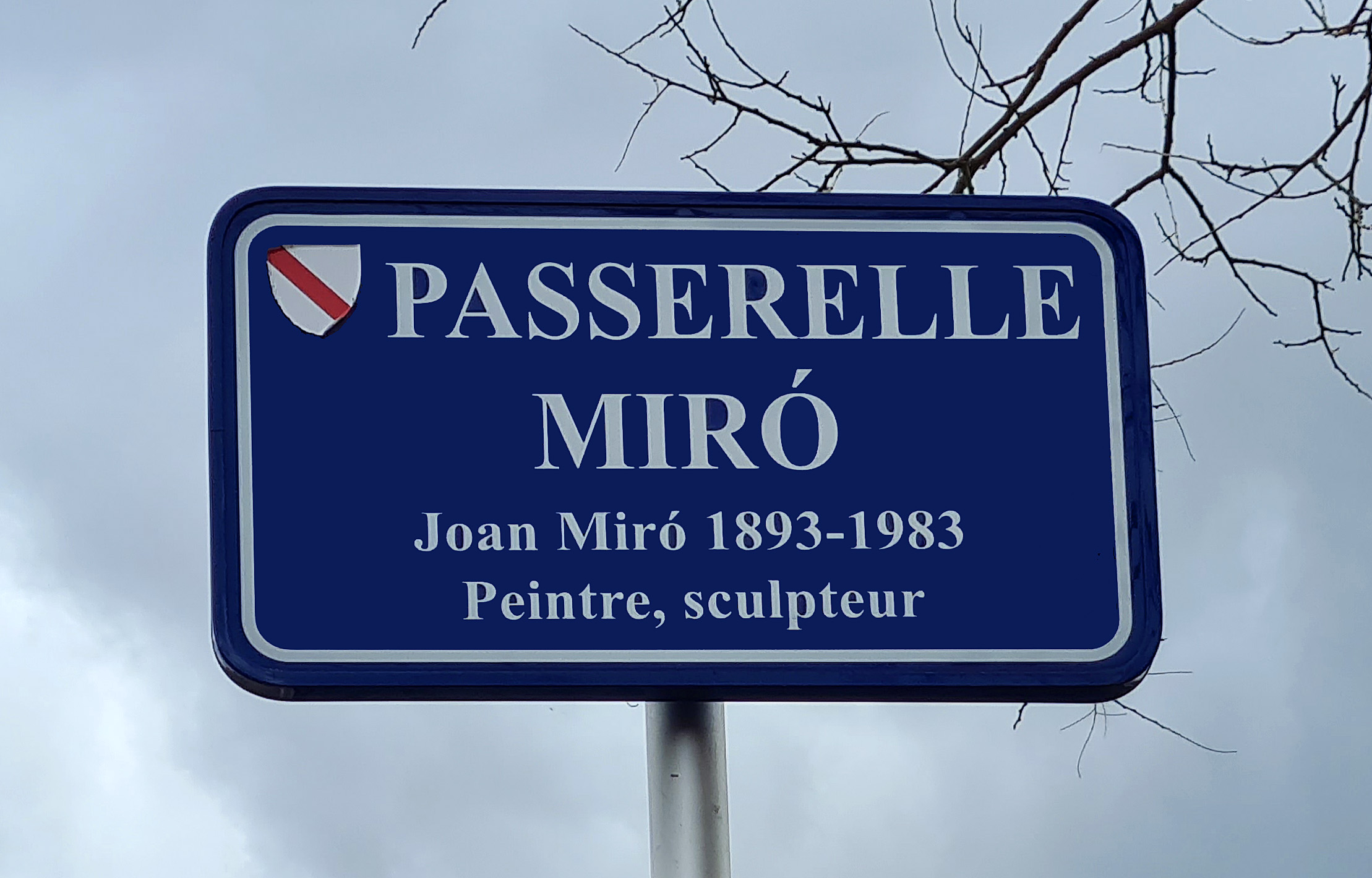
Straßenschild Passerelle Miró, Straßburg

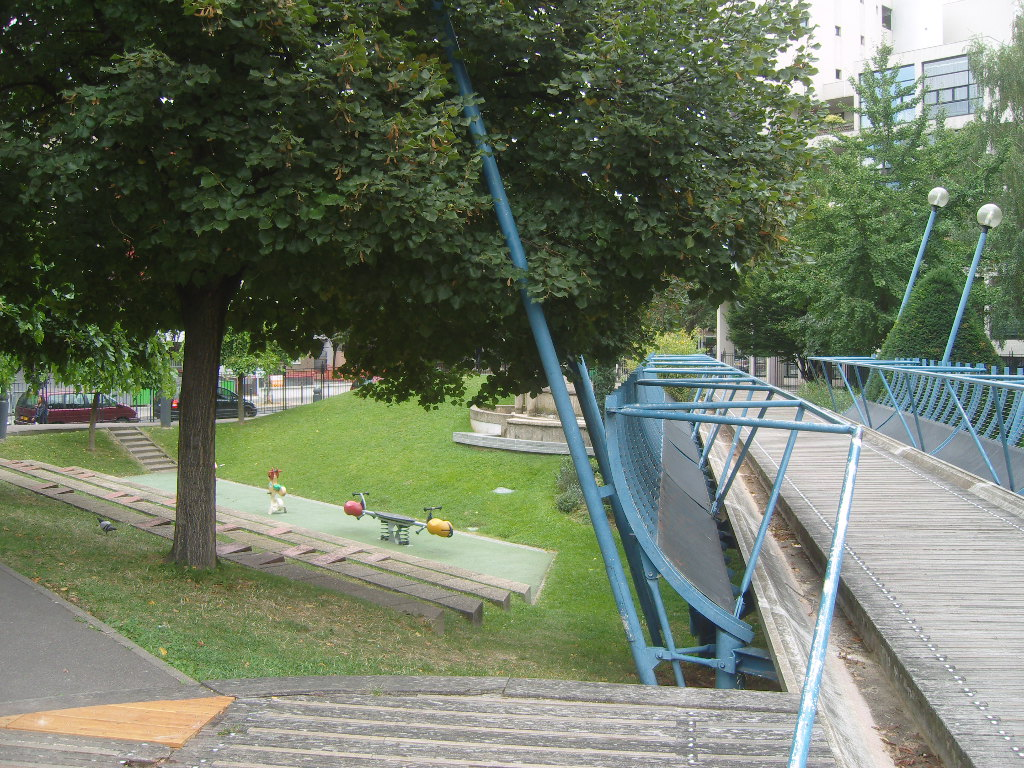
Jardin Juan-Miró, Paris

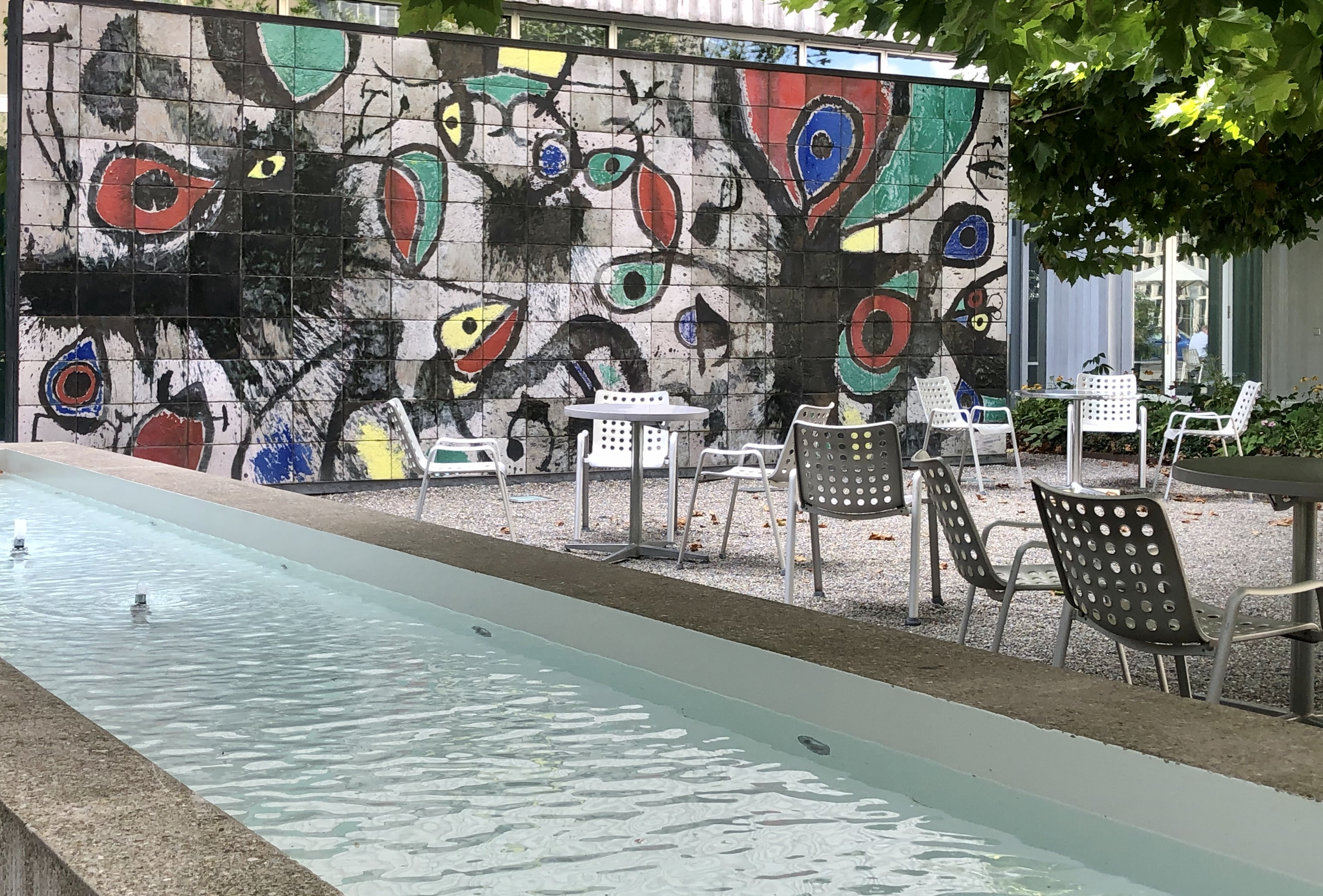
Miró-Garten mit keramischem Wandbild von Joan Miró Oiseaux qui s’envolent, deutsch: »Vögel, die wegfliegen«, Gallifa 1971/72, im Atrium zwischen Moserbau und Bührlesaal, Kunsthaus Zürich

- Jardin Joan-Miró im 13. Arrondissement (Paris).
- Square de l’Oiseau-Lunaire, 45–47, rue Blomet, im 15. Arrondissement (Paris). Dort befand sich früher sein Atelier.
- (4329) Miró, ein Asteroid, der am 17. November 2013 nach Miró benannt wurde.
- Miro-Garten im Kunsthaus Zürich mit keramischem Wandbild Oiseaux qui s’envolent, deutsch: Vögel, die wegfliegen, Gallifa 1971/72 von Joan Miró

## Ausstellungen (Auswahl)
- 1918: Joan Miró, Galerías Dalmau, Barcelona, erste Einzelausstellung
- 1921: Joan Miró, Galerie La Licorne, Paris
- 1936: International Surrealist Exhibition, New Burlington Galleries, London
- 1938: Exposition Internationale du Surréalisme, Galerie Beaux-Arts, Paris
- 1940: Joan Miró. Early Paintings 1918 to 1927, Pierre Matisse Gallery, New York
- 1941/42: Joan Miró, Museum of Modern Art, New York (Retrospektive)
- 1948: Picasso. Gris. Miró, San Francisco Museum of Modern Art, San Francisco
- 1954: Miró 1954, Kaiser-Wilhelm-Museum, Krefeld, erste Einzelausstellung in Deutschland
- 1954: Biennale von Venedig, Venedig
- 1955: documenta 1, Kassel
- 1959: documenta II, Kassel
- 1960: Joan Miró. Lithographien, Galerie Schmela, Düsseldorf
- 1962: Joan Miró, Musée National d’Art Moderne, Paris
- 1964: documenta III, Kassel
- 1972: Miró – Magnetic Fields, Solomon R. Guggenheim Museum, New York
- 1974: Joan Miró, Grand Palais, Paris
- 1974: Picasso to Lichtenstein, Tate Gallery, London
- 1977: documenta 6, Kassel
- 1983: Joan Miró: A Ninetieth-Birthday Tribute, Museum of Modern Art, New York, und Joan Miró: anys 20. Mutació de la realitat, Fundació Joan Miró, Barcelona
- 1990: Joan Miró Retrospective, Fondation Maeght, Saint-Paul-de-Vence (Retrospektive)
- 1996/97: Joan Miró – Zeichnungen und Skulpturen, 1945–1983, Werke aus der Fundació Miró, Barcelona, Deichtorhallen, Hamburg
- 2001 Miró. Später Rebell, Kunstforum Wien, Wien
- 2004: Joan Miró. La naissance du monde, Centre Georges Pompidou, Paris
- 2008: Miró – La Terra, Palazzo dei Diamanti, Ferrara
- 2008/09: Joan Miró: Painting and Anti-Painting 1927–1937, Museum of Modern Art, New York
- 2009: Miró – Dupin. Art i poesia, Fundació Joan Miró, Barcelona
- 2010: Joan Miró – Die Farbe seiner Träume, Graphikmuseum Pablo Picasso, Münster
- 2010: Miró. Die Farben der Poesie, Museum Frieder Burda, Baden-Baden
- 2011: Miró, Tate Modern, London
- 2012: Exquisite Corpses. Drawing and Disfiguration, Museum of Modern Art, New York
- 2013: Miró. Poésie et lumière, Fondation de l’Hermitage, Lausanne
- 2013/14: Surrealism and the object, Centre Georges Pompidou, Paris
- 2014/15: Miro. Von der Erde bis zum Himmel, Albertina, Wien
- 2015: Miró. Malerei als Poesie, Bucerius Kunst Forum, Hamburg; Kunstsammlung Nordrhein-Westfalen, Düsseldorf
- 2015/16: Mauer, Fries, Wandbild, Kunsthaus Zürich
- 2016: Joan Miró. Wandbilder. Weltenbilder, Kunsthalle Schirn, Frankfurt am Main
- 2016/17: Dalí, Ernst, Miró, Magritte … Surreale Begegnungen aus den Sammlungen Edward James, Roland Penrose, Gabrielle Keiller, Ulla und Heiner Pietzsch, Hamburger Kunsthalle, Galerie der Gegenwart (Sockelgeschoss)
- 2017/18: Miró. Welt der Monster (in Zusammenarbeit mit der Fondation Marguerite et Aimé Maeght in Saint-Paul-de-Vence), Max Ernst Museum Brühl des LVR
- 2018: Joan Miró. Galerie Boisserée, Köln
- 2019: Joan Miró – Skulpturen 1970-82. Skulpturenpark Waldfrieden, Wuppertal
- 2020: Picasso/Miró – Eine Künstlerfreundschaft. Kunstmuseum Pablo Picasso Münster
- 2023: Joan Miró. Neue Horizonte. Zentrum Paul Klee, Bern
- 2023: Joan Miró. Absolute Reality. Paris, 1920–1945. Guggenheim-Museum Bilbao

## Werke (Auswahl)
Die französischen und deutschen Titel folgen der Biografie von Janis Mink über Miró. In den Museen werden die Titel oft in der Landessprache wiedergegeben, beispielsweise in englischer oder katalanischer Sprache.
Objets trouvés – Skulpturen

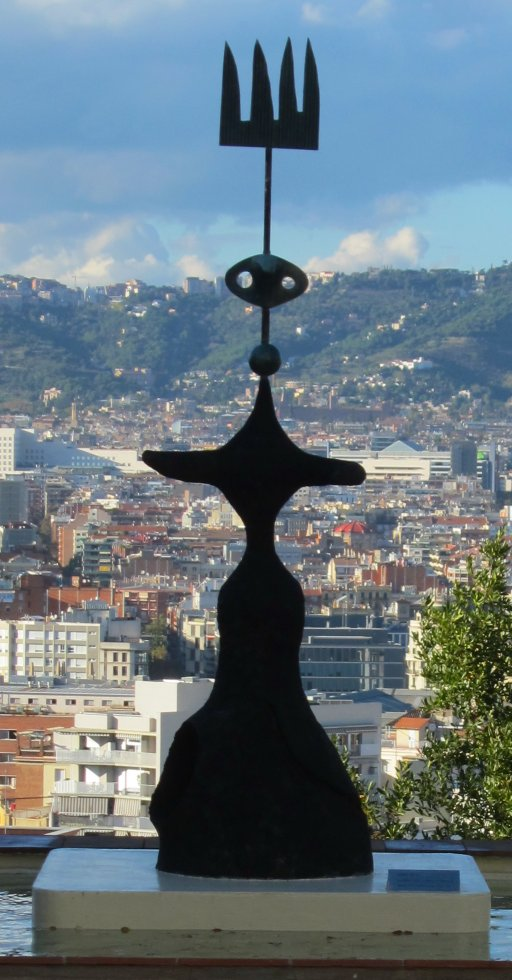
Sonne, Mond und ein Stern in der Fundació Joan Miró, Barcelona

Einige der hier vorgestellten kleineren Skulpturen dienten später als Vorlage zu Monumentalplastiken.
- 1931: Objet (Objekt), Öl auf Holz, Nägel, Bindfaden, Knochen, Kichererbse, 40 cm × 29,7 cm × 22 cm, Museum of Modern Art, New York
- 1946–1949: L’Oiseau lunaire (Mondvogel), Bronze, 19 cm × 17 cm × 12,5 cm, Fundació Joan Miró
- 1946–1949: L’Oiseau solaire (Sonnenvogel), Bronze, 13,5 cm × 11 cm × 18,5 cm, Fundació Joan Miró
- 1967: Femme (Frau), Bronze, 57 cm × 21,5 cm × 21,5 cm, Fundació Joan Miró
- 1967: La carícia d’un ocell (Liebkosung eines Vogels), Bronze, 311 cm × 111 cm × 38 cm, Fundació Joan Miró, Barcelona
- 1967: The Sun, the Moon and One Star (Sonne, Mond und ein Stern), Bronze, Milwaukee Art Museum; wurde 1981 als Skulptur unter dem Titel Miró’s Chicago, Beton, Bronze, Keramik, 12 m, am Cook County Administration Building, 69 W. Washington St. in Chicago aufgestellt.[98]
- 1969: Torso, Bronze, 120 cm × 175 cm × 125 cm, Galerie Beyeler, Basel (1980)
- 1970: Personnage (Figur), Bronze, 200 cm × 100 cm × 120 cm, Fundació Joan Miró
- 1976: Personnage gotique (Gotische Figur), Bronze, 450 cm × 200 cm × 160 cm, Collection Adrien Maeght, Paris (1984)

Gemälde
- 1917: Nord-Sud, Öl auf Leinwand, 62 cm × 70 cm, Privatbesitz
- 1917: Portrait Nubiola, Öl auf Leinwand, 104 cm × 113 cm, Museum Folkwang, Essen
- 1919: Autoportrait (Selbstporträt), Öl auf Leinwand, 75 cm × 60 cm, Musée Picasso, Paris[99]
- 1920: La table – Nature mort au lapin (Der Tisch (Stillleben mit Kaninchen)), Öl auf Leinwand, 130 cm × 96 cm, Privatbesitz
- 1921/22: La ferme (Der Bauernhof), Öl auf Leinwand, 124,8 cm × 41,3 cm, National Gallery of Art, Washington D. C., eine Stiftung von Mary Hemingway
- 1922/23: Die Karbidlampe, Öl auf Leinwand, 38,1 cm× 45,7 cm, Museum of Modern Art, New York
- 1923/24: La terre labourée (Gepflügte Erde), Öl auf Leinwand, 66 cm × 92,7 cm, Solomon R. Guggenheim Foundation, New York
- 1923/24: Paysage catalan (Le chasseur) (Katalanische Landschaft (Der Jäger)), Öl auf Leinwand, 64,8 cm × 100,3 cm, Museum of Modern Art, New York Abb.
- 1924/25: Le carnaval d’Arlequin (Karneval des Harlekins), Öl auf Leinwand, 66 cm × 93 cm, Albright-Knox Art Gallery, Buffalo Abb.
- 1925: Étoiles en des sexes d’escargot (Sterne im Geschlecht von Schnecken), Öl auf Leinwand, 129,5 cm × 97 cm, Kunstsammlung Nordrhein-Westfalen, Düsseldorf Abb.
- 1925: L’Addition (Die Rechnung), Öl auf Leinwand, 195 cm × 129,2 cm, Musée National d’Art Moderne, Centre Georges Pompidou, Paris Abb.
- 1925: Danseuse II (Tänzerin II), Öl auf Leinwand, 115,5 cm × 88,5 cm, Sammlung Rosengart, Luzern Abb.
- 1925: Baigneuse (Badende), Öl auf Leinwand, 73 cm × 92 cm, Musée National d’Art Moderne, Paris Abb.
- 1925: Photo – ceci est la couleur de mes rêves (Photo – das ist die Farbe meiner Träume), Öl auf Leinwand, 96,5 cm × 129,5 cm, Privatbesitz Abb.
- 1926: Personnage lancant un pierre à un oiseau (Figur, einen Stein nach einem Vogel werfend), Museum of Modern Art, New York
- 1927: Komposition in Braun und Weiß (Composition en brun et blanc)[100], Öl auf Leinwand, 130 × 195 cm, Staatsgalerie Stuttgart
- 1927: 48, Öl auf leimgrundierter Leinwand, 146,1 cm × 114,2 cm, Privatsammlung
- 1927: Paysage (Le lièvre) (Landschaft (Hase)), Öl auf Leinwand, 130 cm × 195 cm, Solomon R. Guggenheim Foundation, New York Abb.
- 1928: Intérieurs hollandais, (Holländische Interieurs I bis III)
- 1929: La Reine Louise de Prusse (Königin Luise von Preußen), Öl auf Leinwand, 82,4 cm × 101 cm, Meadows Museum, Dallas Abb.
- 1933: Composition (Komposition), Öl auf Leinwand, Kunstmuseum Bern, Bern Abb.
- 1933/34: Hirondelle/Amour (Schwalbe/Liebe), Öl auf Leinwand, 199,3 cm × 247,6 cm, Museum of Modern Art, New York Abb.
- 1934: Trois personnages sur fond noir (Drei Figuren auf schwarzem Grund), geklebtes Papier und Gouache auf Papier, 49,8 cm × 64,8 cm, LaM, Villeneuve d’Ascq Abb.
- 1935: Corde et personnage I (Strick und Personen I), Öl und Strick auf Karton geklebt auf Holzplatte, 104,7 cm × 74,6 cm, Museum of Modern Art, New York Abb.
- 1936: Homme et femme devant un tas d’excréments (Mann und Frau vor einem Kothaufen), Öl auf Kupfer, 23,2 cm × 32 cm, Fundació Joan Miró, Barcelona
- 1937: Nature morte au vieux soulier (Stillleben mit altem Schuh), Öl auf Leinwand, 81,3 cm × 116,8 cm, Museum of Modern Art, New York
- 1939: Flug eines Vogels über die Ebene, Solomon R. Guggenheim Museum, New York
- 1941: Chiffres et constellations amoureux d’une femme (Konstellation Nr. 19: Ziffern und Sternbilder, in eine Frau verliebt), Gouache und Terpentinfarben auf Papier, 46 cm × 38 cm, The Art Institute of Chicago Abb.
- 1945: La course de taureaux (Der Stierkampf), Öl auf Leinwand, 114 cm × 145 cm, Musée National d’Art Moderne, Paris
- 1949: Personnes et chien devant le soleil (Personen und Hund vor der Sonne), 81 cm × 55 cm, Kunstmuseum Basel, Basel
- 1950: Peinture (Malerei), Öl, Stricke und Case-Arti auf Leinwand, 99 cm × 76 cm, Van Abbemuseum, Eindhoven
- 1953: Les échelles en roue de feu traversent l’azur (Die Leitern durchziehen als Feuerrad das Himmelsblau), Öl auf Leinwand, 116 × 89 cm, Privatbesitz Abb.
- 1961: Bleu I, Öl auf Leinwand, 2,7 m × 3,6 m; Bleu II, Öl auf Leinwand, 2,7 m × 3,6 m; Bleu III, Öl auf Leinwand, 2,7 m × 3,5 m, I, II, III: Musée d’Art Moderne, Centre Georges Pompidou, Paris Abb. Bleu II
- 1968: Paysan catalan au clair de la lune (Katalanischer Bauer im Mondschein), Acryl auf Leinwand, 162 cm × 130 cm, Fundació Joan Miró, Barcelona
- 1973: Mai 1968, Acryl auf Leinwand, 200 cm × 200 cm, Fundació Joan Miró, Barcelona
- 1978: Figuren, Vögel, Stern, Acryl auf Leinwand, 88,7 cm × 115 cm, Fundació Joan Miró, Barcelona

Collagen
Eine Auswahl von Collagen findet sich auf der Website des American Institute for Conservation.
Wandteppiche
- 1974: Wandteppich des World Trade Center, New York, zerstört am 11. September 2001 Abb.
- 1977: Wandteppich in Zusammenarbeit mit Josep Royo für die National Gallery of Art in Washington
- 1979: Tapís de la Fundació, Wolle, 750 cm × 500 cm, Fundació Joan Miró, Barcelona

Keramikwände
- 1950: Universität von Harvard
- 1958: UNESCO, Paris

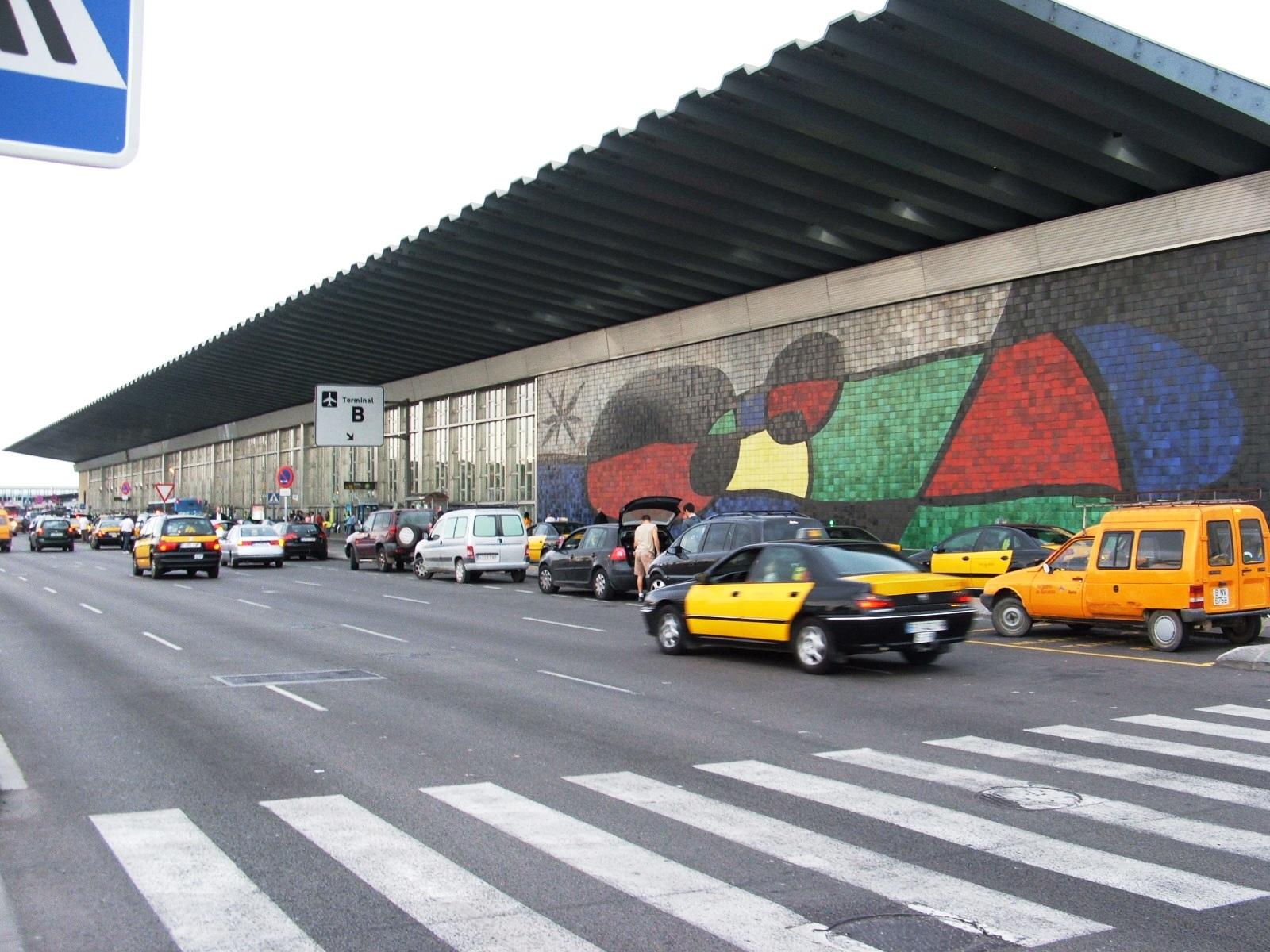
Terminal B in Barcelona

- 1964: Handelshochschule, Sankt Gallen, Schweiz
- 1964: Fundació Maeght, Saint-Paul-de-Vence
- 1970: Terminal B, Flughafen Barcelona
- 1970: Weltausstellung, Osaka
- 1971: Wilhelm-Hack-Museum, Ludwigshafen am Rhein
- 1972: Cinémathèque, Paris
- 1976: Straßenmosaik auf La Rambla in Barcelona
- 1980: Palacio de Congresos in Madrid
- 1983: Parc de la Mar, Palma de Mallorca

Buchillustrationen
- 1930: Tristan Tzara: L’Arbre des Voyageurs, mit vier Lithografien
- 1933: Georges Hugnet: Enfances, mit drei Radierungen
- 1948: Henry Miller: The Smile at the Foot of the Ladder, dt. Das Lächeln am Fuße der Leiter. Rowohlt, Reinbek 1978, ISBN 978-3-499-14163-8
- 1951: Tristan Tzara: Parler seul
- 1954: Joan Miró: Une Hirondelle, Text und Zeichnungen von Miró
- 1957: René Crevel: La bague d’aurore, mit fünf Radierungen
- 1958: Paul Éluard: A toute épreuve, mit 80 Holzschnitten
- 1959: René Char: Nous avons, mit fünf Radierungen
- 1961: Raymond Queneau: Album 19, mit 19 Lithografien
- 1966: Alfred Jarry: Ubu Roi, mit 13 Lithografien
- 1967: Ivan Goll: Bouquets de rêves pour Neila, mit 19 Lithografien
- 1971: Joan Miró: Ubu aux baléares und Le lezard aux plumes d’or, Texte und Zeichnungen
- 1972: Joan Brossa: Oda a Joan Miró, mit acht Lithografien
- 1975: Jacques Prévert: Adonides, mit 63 Radierungen
- 1977: Polígrafa (Hrsg.): Litógrafo III., darin Libelle und Le Chiffre

Schriften
- Joan Miró: Ceci est la couleur de mes rêves. Entretiens avec Georges Raillard. Paris 1977.
- Margit Rowell (Hrsg.): Joan Miró. Selected Writings and Interviews. Thames & Hudson, London 1987.
- Ernst Scheidegger (Hrsg.): Joan Miró. Gesammelte Schriften, Fotos, Zeichnungen. Zürich 1957.